# 新幹線500系電聯車
新幹線500系電聯車是西日本旅客鐵道（JR西日本）所使用的新幹線車輛。500系由川崎重工業、日立製作所、近畿車輛和日本車輛製造四家公司承造，一共生產了144輛（9列16輛編組）。1997年3月22日开始商业运营，当时时间表进行了修改。
500系曾是新幹線系統時速最高的列車，設計時速達350km/h。可是因早期修築的東海道新幹線彎道路段較多，500系在該路段的極速被限制在270km/h。在較晚修築、路線規格較高的山陽新幹線路段（姬路站以西路段），500系則能以全速300km/h行駛。

## 概述

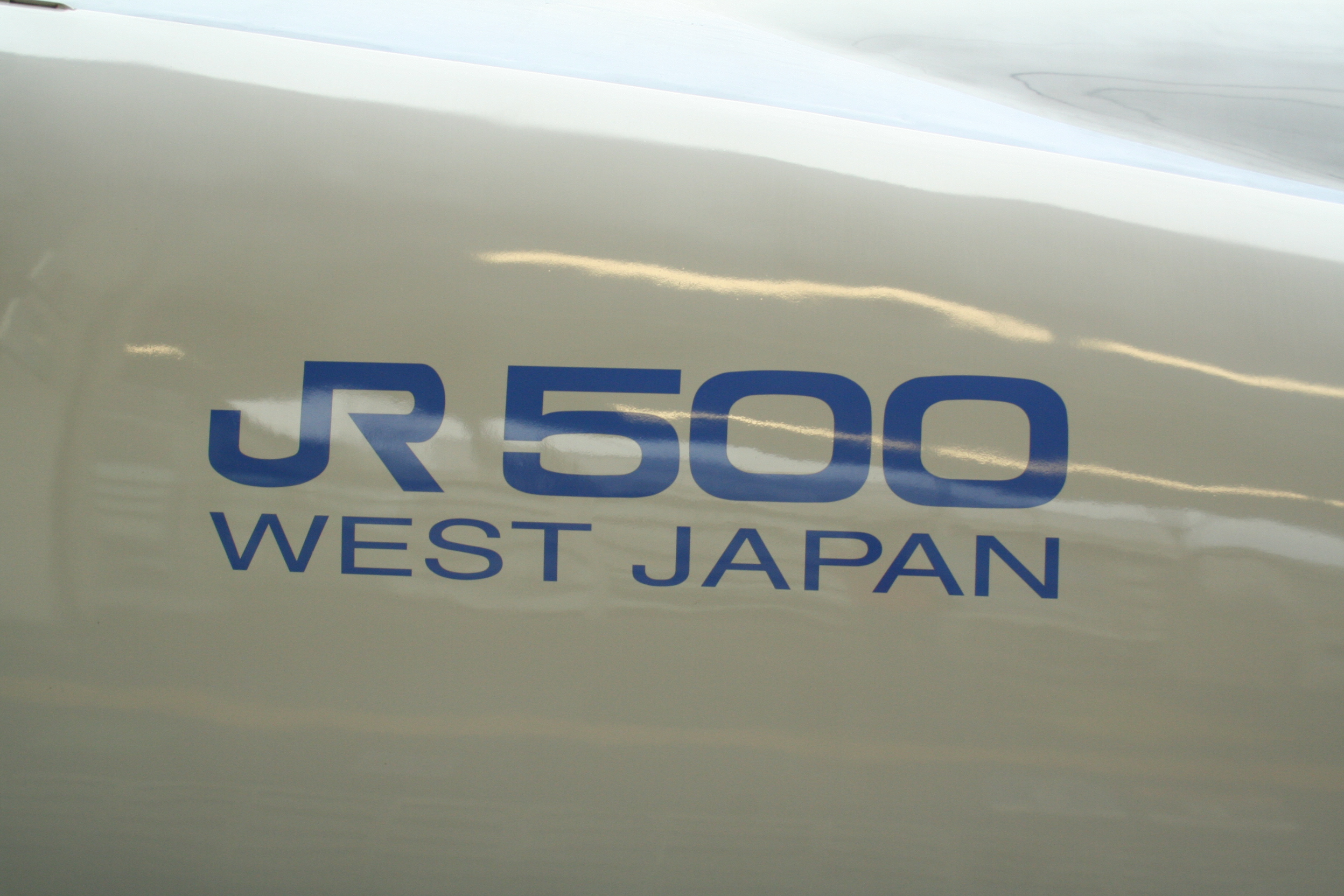
车头侧的「JR500」和下面代表JR西日本的「WEST JAPAN」字样

500系是因應山陽新幹線的提速計劃而設計的車款，以與當時的航空業競爭。在500系出現以前，JR西日本有關方面曾於1992年製造一列6節原型車進行測試。這列列車正式型號為新幹線500系900番台，暱稱為“WIN350”，是“West Japan Railway's Innovation for the operation at 350km/h”的簡稱（而WIN則帶有「勝」、「征服」等意味，在此指「勝過速限」、「征服速度」）。除了挑戰時速350公里的最高速度外，也測試車輛在此高速度環境運作的表現。在500系投入服務後，該列列車已報廢，並保存在博多總合車輛所及米原站附近的鐵道總合技術研究所（JR總研）風洞技術中心內。
在500系的車輛設計過程中，知名的德国工業設計師亞歷山德·諾伊麥斯特（Alexander Neumeister）也參與了部分的相關工作。
500系在東京～博多之間的1069.1公里（實際里程）路段裡運行，東海道新幹線區間內，和其他列車一樣最高時速為每小時270公里，但在較晚修築、路線規格較高的山陽新幹線區間內，便能發揮出500系原來的實力。在隧道多又狹窄的日本路線上，搖晃既少又安靜的500系曾是日本最高營運速度設定的車種。但由於舒適性（車室內空間與座椅間隔較狹小）以及沒拖車（因使用全動車編組造成行駛時噪音過大）等問題，500系在東海旅客鐵道（JR東海）轄下的東海道新幹線的服務已逐漸被2007年7月1日開始投入服務的N700系取代，並於2010年3月1日起全面撤出東海道新幹線服務。而剩下的500系車輛被縮編為8輛編組，取代退役的0系行駛山陽新幹線的「回聲」號班次。
2024年2月14日，JR西日本宣布將4列N700系16卡列車改為8卡列車，取代6列500系其中4列，預計2026年完成。
2024年7月24日，JR西日本宣布因車輛老化等原因，500系預計2027年全部退役。

## 構造
為減輕車輛重量，全車車輛構造以鋁合金為主，令全車16節列車總重量只有688噸。

車上搭載的每一台電動機輸出功率達275kW（量產先行車W1編成為285kW），全部車廂皆為M車，而每節車廂均載有4台電動機，令16節車廂的W編成全車總輸出功率達17600kW（約23600hp。量產先行車W1編成為18,240kW，約25,000hp）。

## 外觀
首尾兩節呈飛機尖頭，以造成流線形抵抗風阻及突如其來的氣壓。首尾兩節列車長達27米，比正常車卡長2米，當中車頭鼻則長達15米。車體均採用圓筒形設計，是該系列車獨有的。而駕駛室窗戶及頭燈，則分別類似戰鬥機駕駛艙，以及呈鳳眼形；此等設計後來亦為新幹線E954型、E7/W7系、中國高鐵 CRH380A/AL/港鐵動感號高速電動列車及CRH2G的參考。

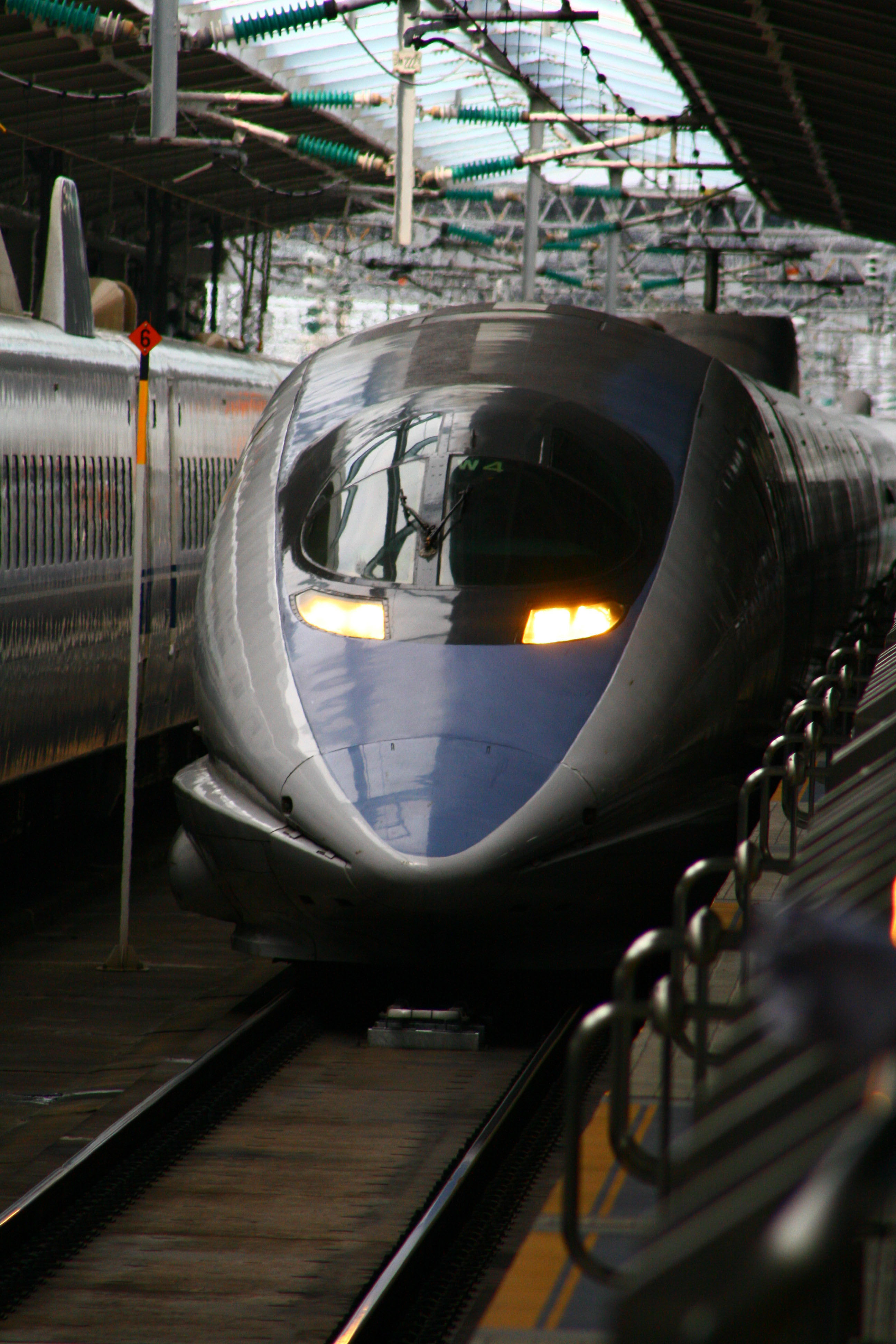
500系车头
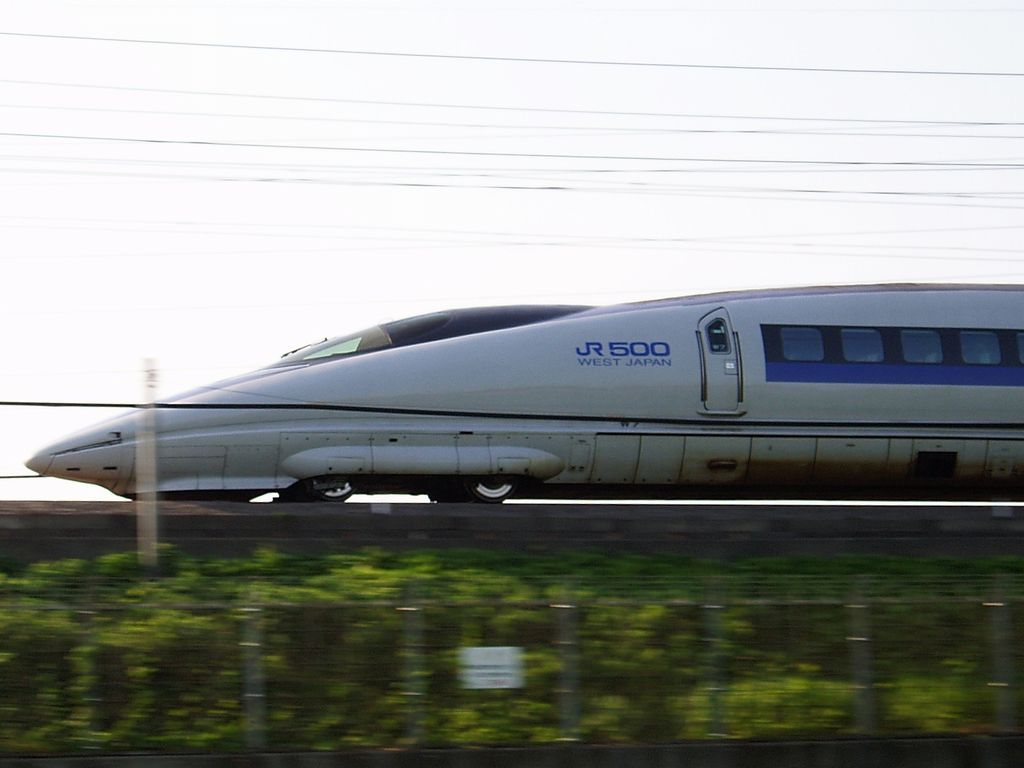
500系侧面车头

## 集電装置
每列500系設有2套WPS204型集电弓（希望號時代的16輛W編组是設在第5、13号车厢），為了降低行車時的噪音，500系不再使用傳統的菱形集電弓构造，而是改用官方正式命名為「翼型集電弓」、實際上是在橢圓型断面的支柱上設置翼狀的集電面，整體呈T字型狀。為了要將噪音降低，便採用了一級方程式賽車（F1賽車）所發展的空氣動力技术，與以滑翔的猫头鹰羽毛毽做为参考而做成的擾流翼。風洞部分則在集電弓臂上开了5mm的小孔，使得集電弓在高速移動時產生氣旋所造成的風切噪音降低。該列車集电弓所使用的減振器（damper）是委託長年製造F1賽車用避震器、對於300km/h車速以上的行車環境經驗豐富資料齊全的汽車用避震器名廠昭和（ショーワ；Showa）製造。

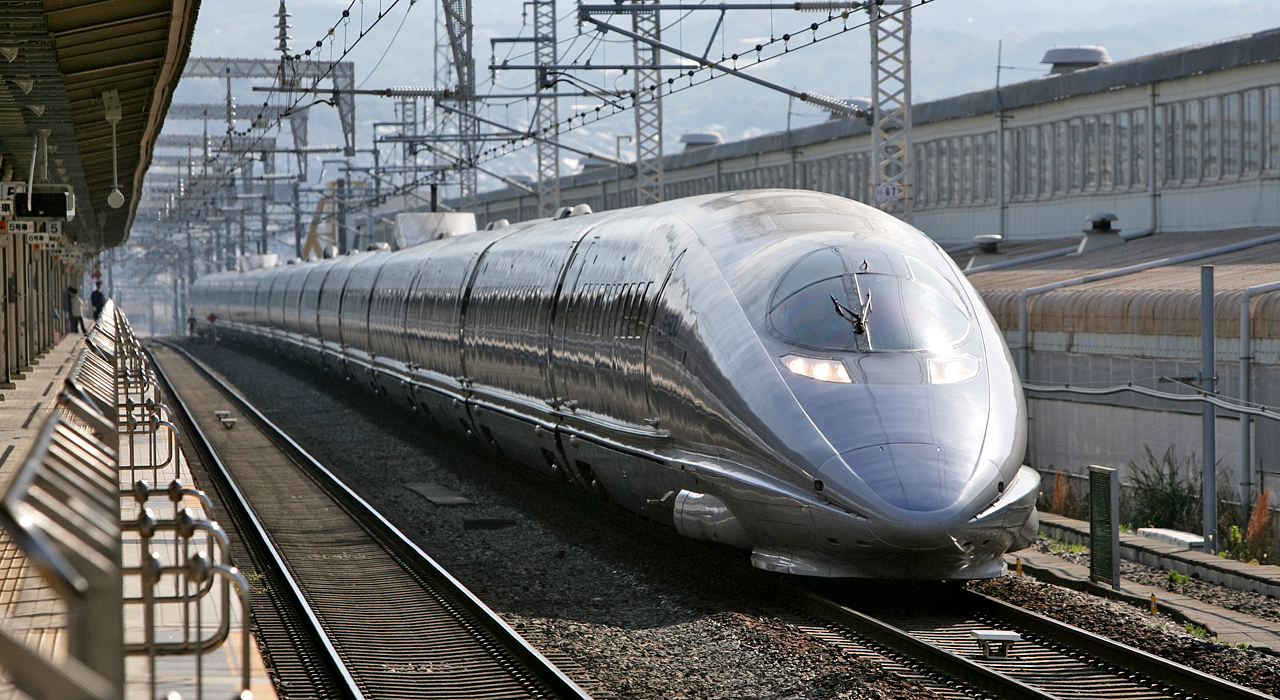
500系

其他的新干线车辆的受电弓是金属彈簧上升式，不过，翼型受电弓則采用空气上升式。由於这个缘故，如果在长时间的停电等導致车辆的压缩空气减压时，受电弓會自然下降，使得接地保護開關（EGS）無法應付架线接地而短路的情形。为此，在絕緣礙子蓋内设置彈簧上升式的EGS用预备单臂式受电弓。
在东海道、山阳新干线列车的车辆中，静电天线位於0系至300系列車驾驶座位头顶上(700系、N700系則在前头车联结方面)，不过，500系的静电天线被设置在集电装置中的絕緣礙子蓋内，而無法目测确认。

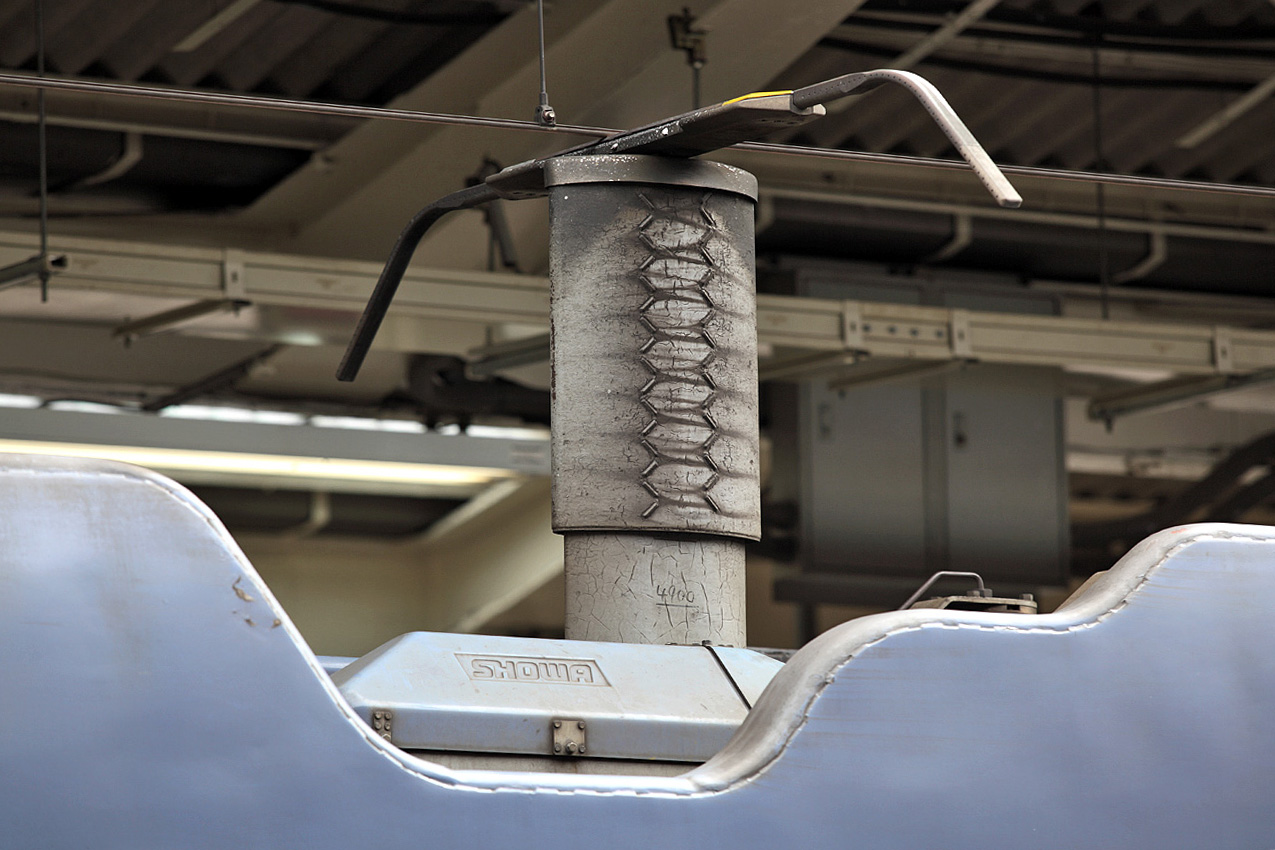
“希望”号时代的翼型受电弓

## 制動裝置
全車均設有回生制動裝置，在16節編組列車中，第1、8、9及16號車更裝設氧化鋁噴灑制動裝置。

## 內裝
由於需要遷就特別的車體設計，500系列車內部比一般的列車為小是最主要的缺點。

為遷就車頭呈尖頭設計，首尾兩輛車只能載客53（1號車廂）／63（16號車廂）人，比300系少載12人，而且只有尾部一扇車門。座位前後間隔為1020mm，比一般列車窄了20mm，加上圓筒形設計，令乘客壓迫感更甚。
|                      | 博多方 | 博多方 | 博多方 | 博多方 | 博多方 | 博多方 | 300系、500系、700系、N700系 | 300系、500系、700系、N700系 | 300系、500系、700系、N700系 | 300系、500系、700系、N700系 | 東京方 | 東京方 | 東京方 | 東京方 | 東京方 | 東京方 |        |
|                      | 1号車  | 2号車  | 3号車  | 4号車  | 5号車  | 6号車  | 7号車                       | 8号車                       | 9号車                       | 10号車                      | 11号車 | 12号車 | 13号車 | 14号車 | 15号車 | 16号車 | 計     |
| 300系、700系、N700系 | 65名   | 100名  | 85名   | 100名  | 90名   | 100名  | 75名                        | 68名                        | 64名                        | 68名                        | 63名   | 100名  | 90名   | 100名  | 80名   | 75名   | 1323名 |
| 500系                | 53名   | 100名  | 90名   | 100名  | 95名   | 100名  | 75名                        | 68名                        | 64名                        | 68名                        | 63名   | 100名  | 95名   | 100名  | 90名   | 63名   | 1324名 |
| 差異                 | 12名   | 0名    | 5名    | 0名    | 5名    | 0名    | 0名                         | 0名                         | 0名                         | 0名                         | 0名    | 0名    | 5名    | 0名    | 10名   | 12名   | 1名    |

*斜字是500系比其他列车定员少，粗体字是500系比其他列车定员多。

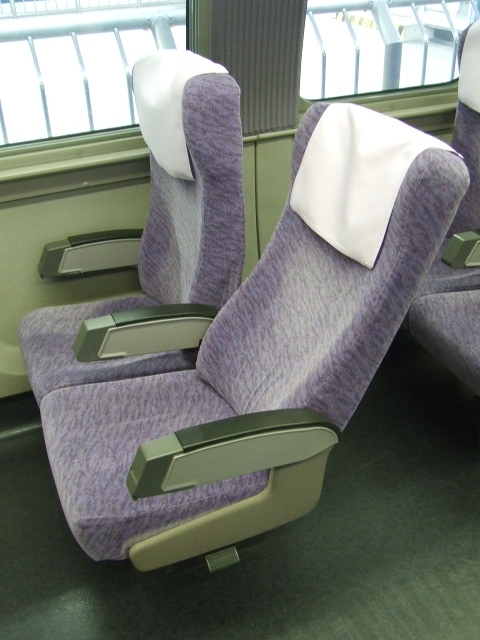
普通車廂座椅(浅蓝色)
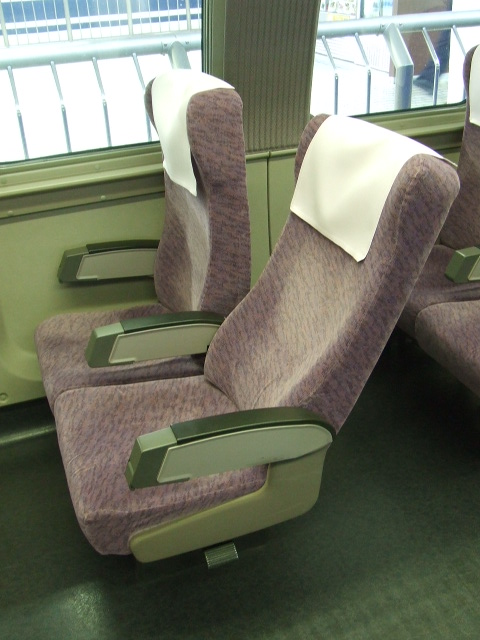
普通車廂座椅(浅红色)
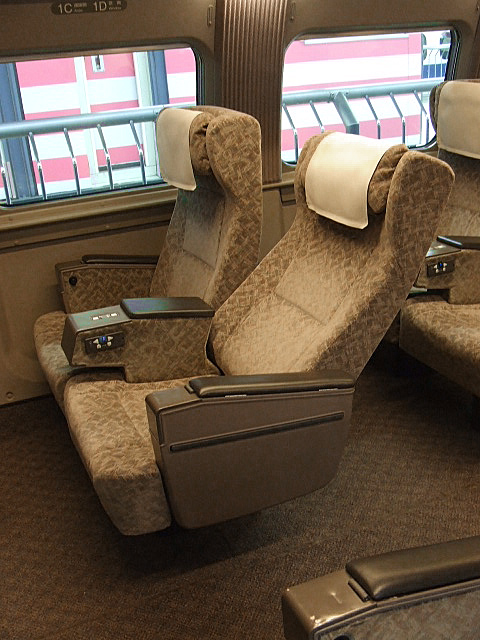
绿色车厢座椅
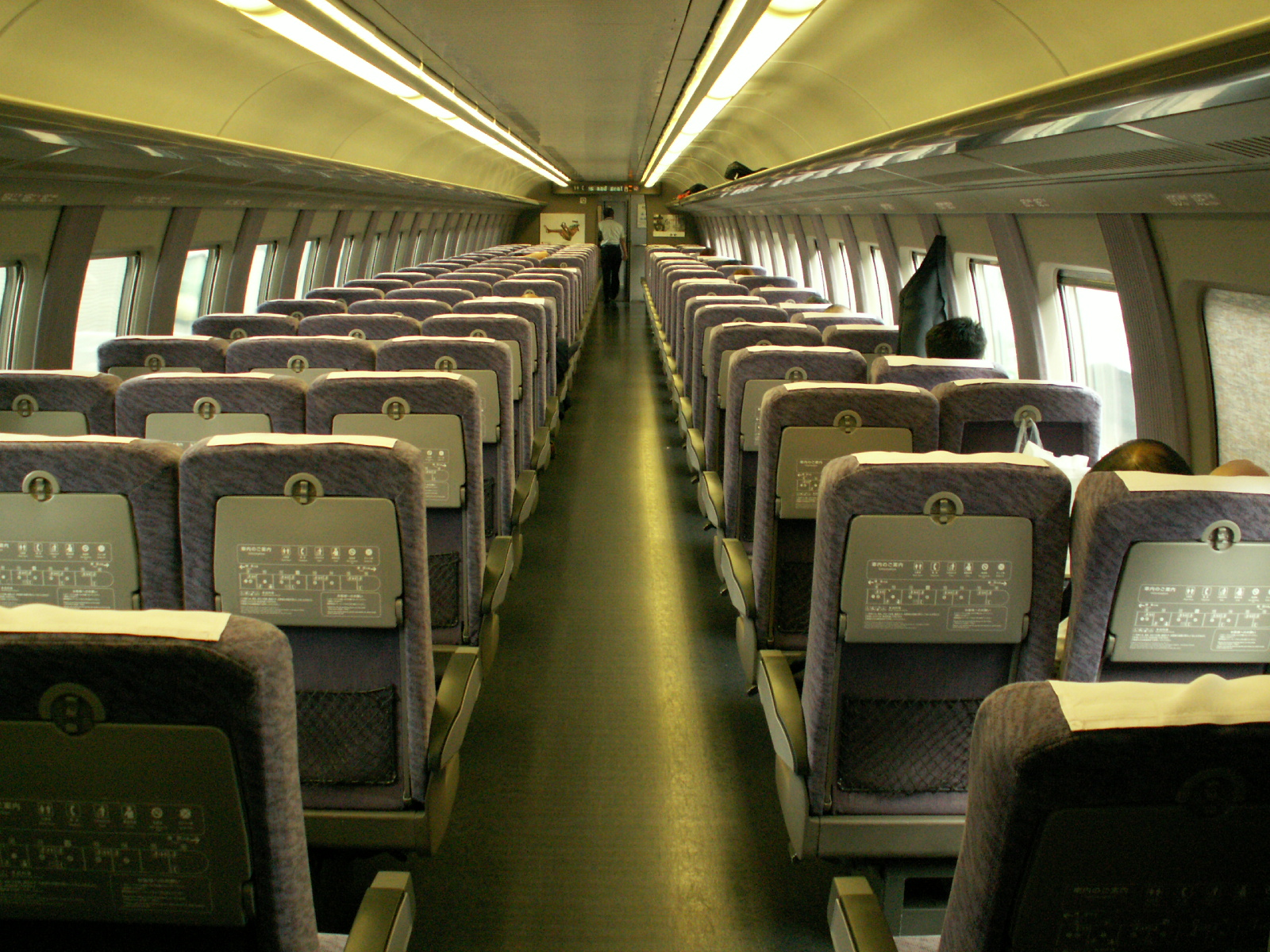
普通车厢(背面)
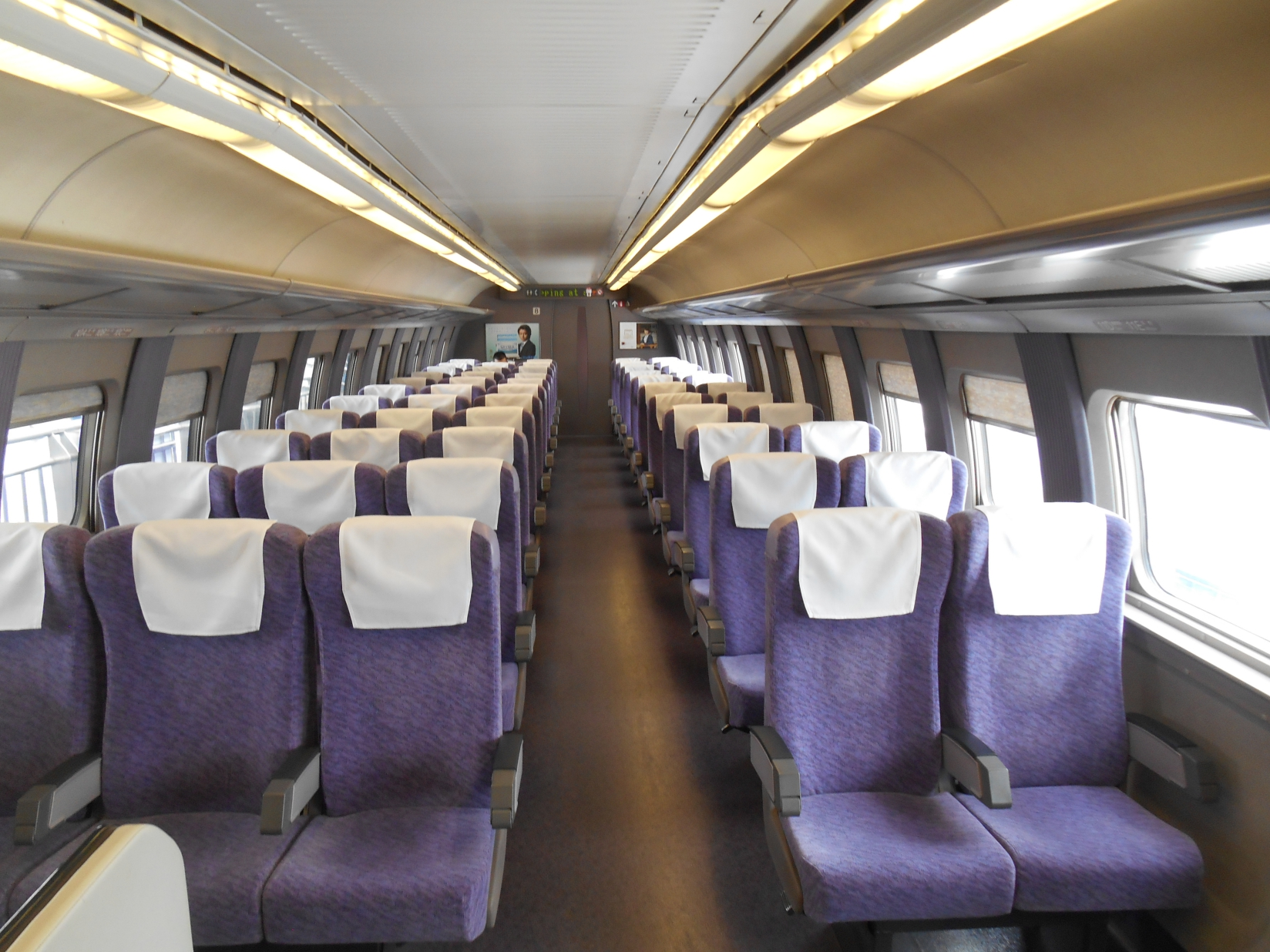
普通車廂(正面)
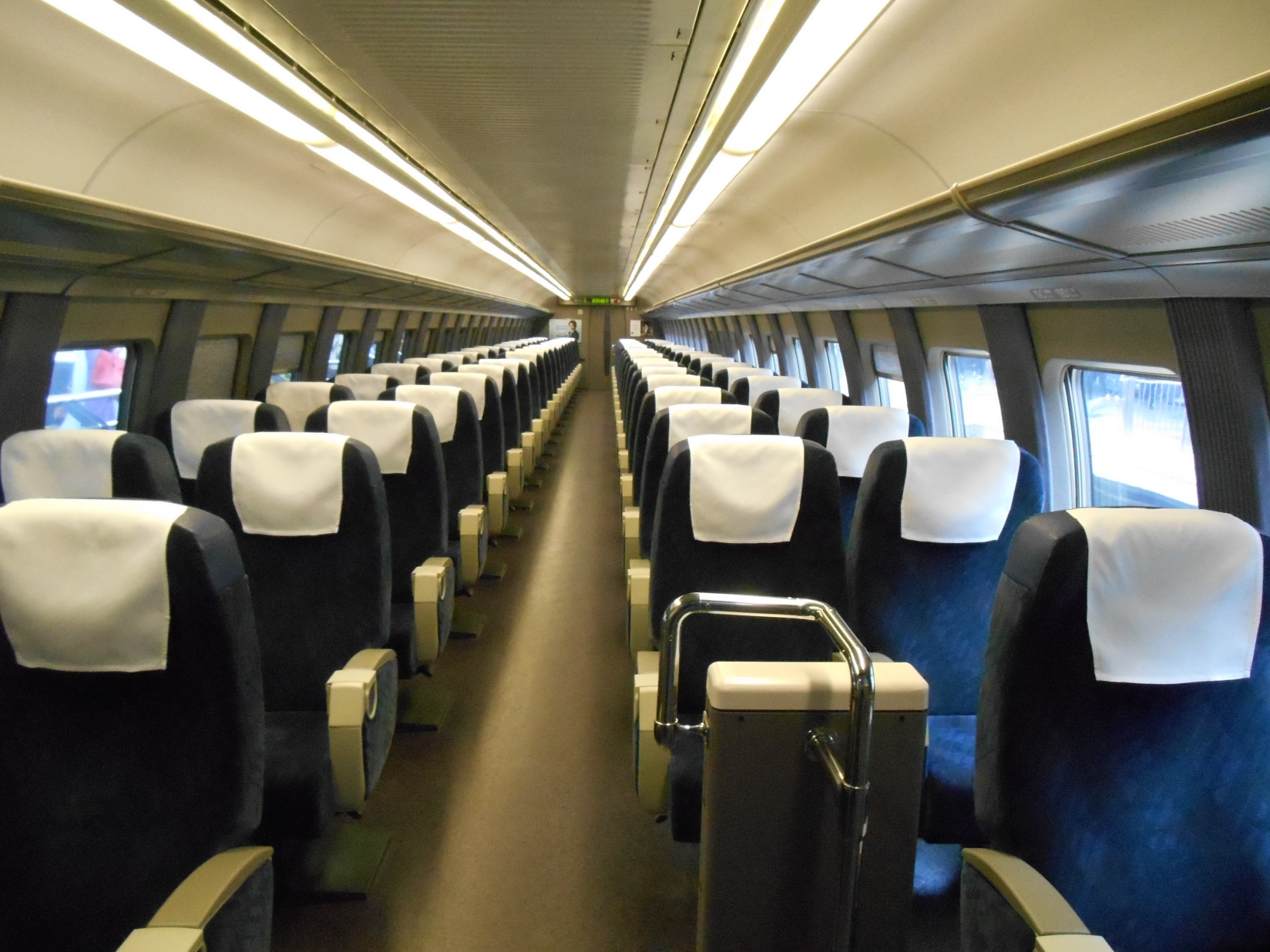
座椅配置改為2+2的普通車廂
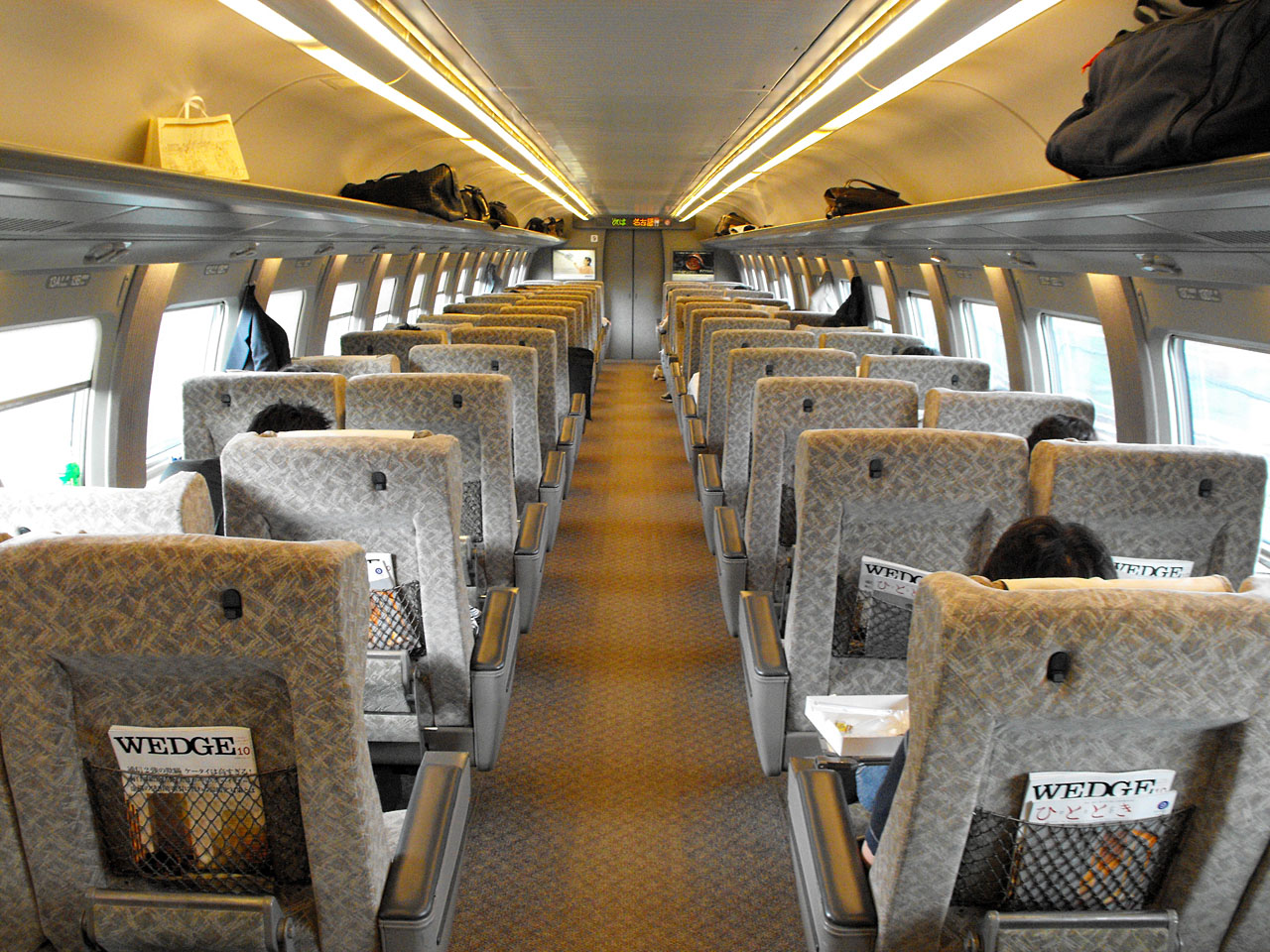
綠色車廂
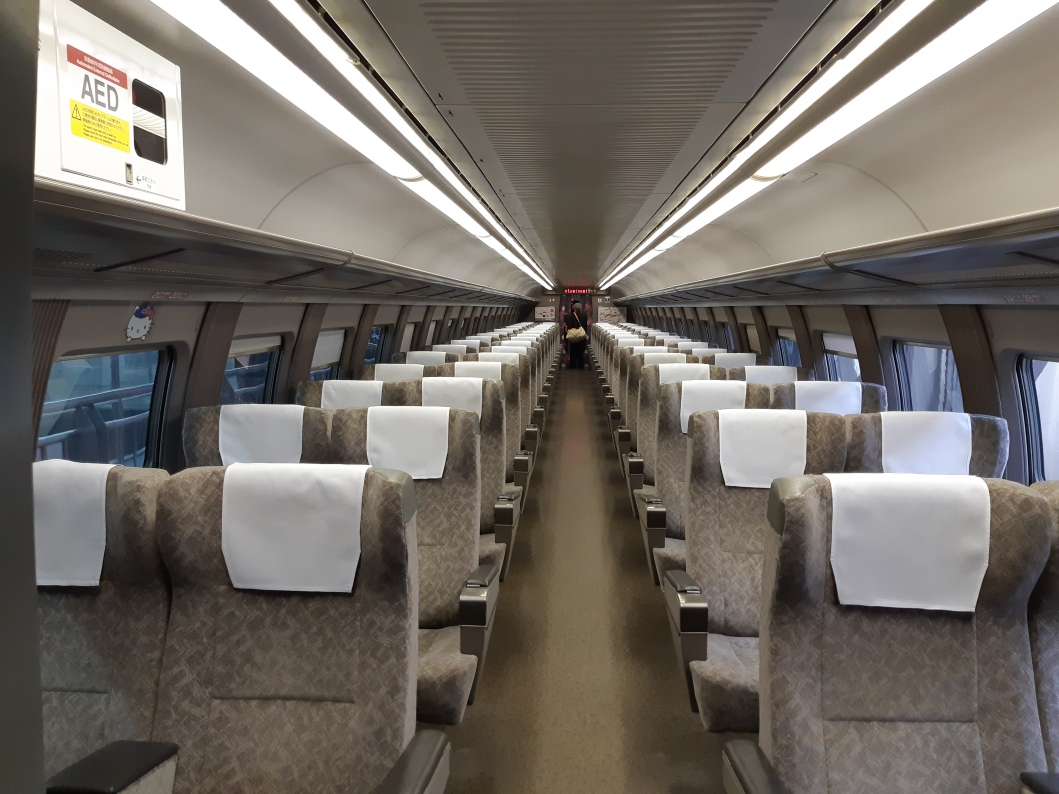
普通車化後的原綠色車廂內裝

## 列車編組表
|       | ←博多       | ←博多       | ←博多       | ←博多       |             |             |              |             |              |              |              |              | 東京→        | 東京→        | 東京→        | 東京→        |
|       | 1号車       | 2号車       | 3号車       | 4号車       | 5号車       | 6号車       | 7号車        | 8号車       | 9号車        | 10号車       | 11号車       | 12号車       | 13号車       | 14号車       | 15号車       | 16号車       |
| W編組 | 521型 (Mc)  | 526型 (M1)  | 527型 (Mp)  | 528型 (M2)  | 525型 (M')  | 526型 (M1)  | 527型 (Mpk)  | 518型 (M2s) | 515型 (Ms)   | 516型 (M1s)  | 527型 (Mpkh) | 528型 (M2)   | 525型 (M')   | 526型 (M1)   | 527型 (Mp)   | 522型 (M'c)  |
| W編組 | 第1动力组合 | 第1动力组合 | 第1动力组合 | 第1动力组合 | 第2动力组合 | 第2动力组合 | 第2动力组合  | 第2动力组合 | 第3动力组合  | 第3动力组合  | 第3动力组合  | 第3动力组合  | 第4动力组合  | 第4动力组合  | 第4动力组合  | 第4动力组合  |
| V編組 | 521型 (Mc)  | 526型 (M1)  | 527型 (Mp)  | 528型 (M2)  | 525型 (M)   | 526型 (M1)  | 527型 (Mpkh) | 522型 (M2c) | 6号车2+2座席 | 6号车2+2座席 | 6号车2+2座席 | 6号车2+2座席 | 6号车2+2座席 | 6号车2+2座席 | 6号车2+2座席 | 6号车2+2座席 |
| V編組 | 第1动力组合 | 第1动力组合 | 第1动力组合 | 第1动力组合 | 第2动力组合 | 第2动力组合 | 第2动力组合  | 第2动力组合 | 6号车2+2座席 | 6号车2+2座席 | 6号车2+2座席 | 6号车2+2座席 | 6号车2+2座席 | 6号车2+2座席 | 6号车2+2座席 | 6号车2+2座席 |

## 退出「希望号」

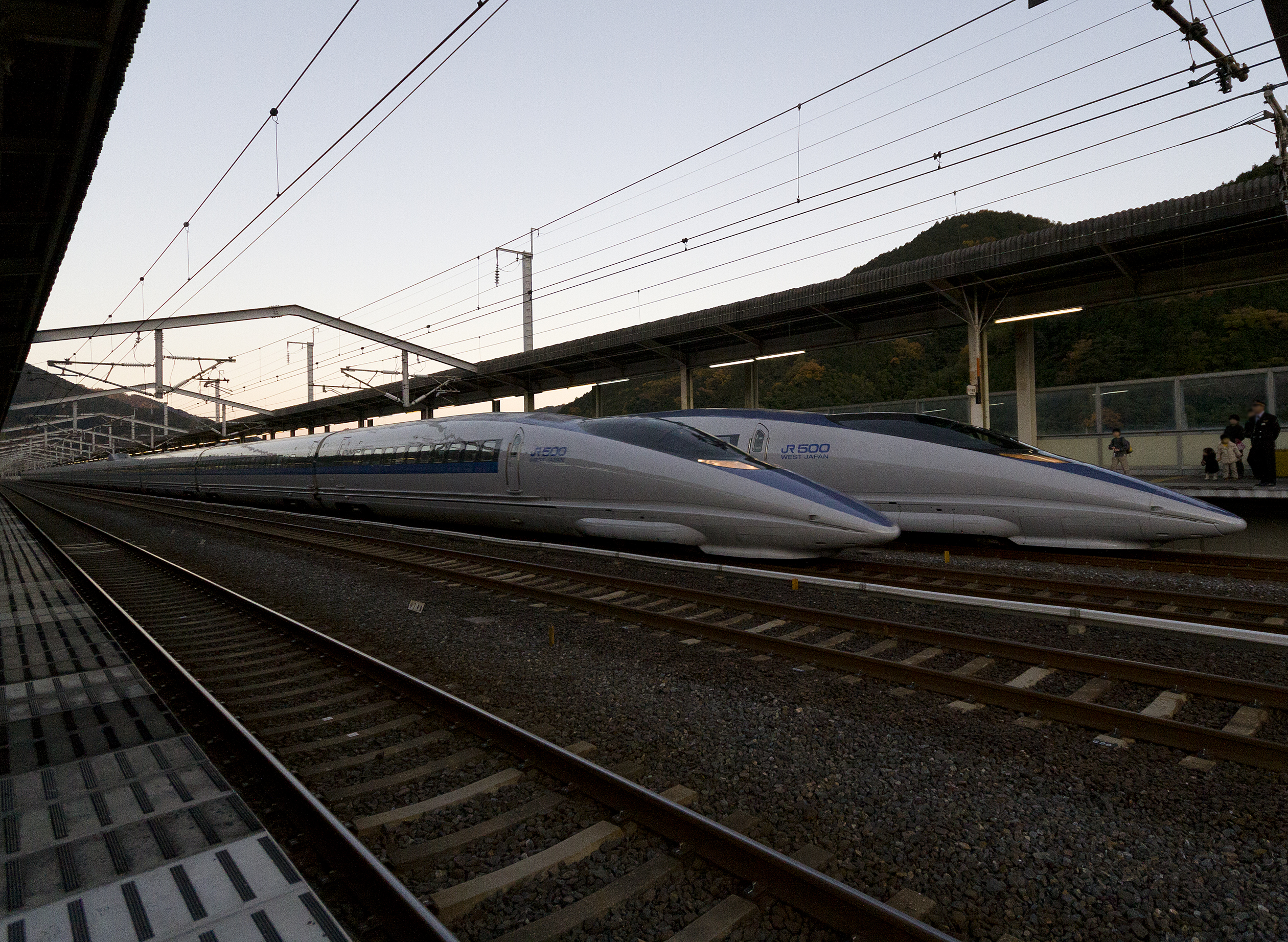
「回声697号」（W8編組，右）被「希望29号」（W7編組，左）超越（2008年11月30日，新岩国站 ）

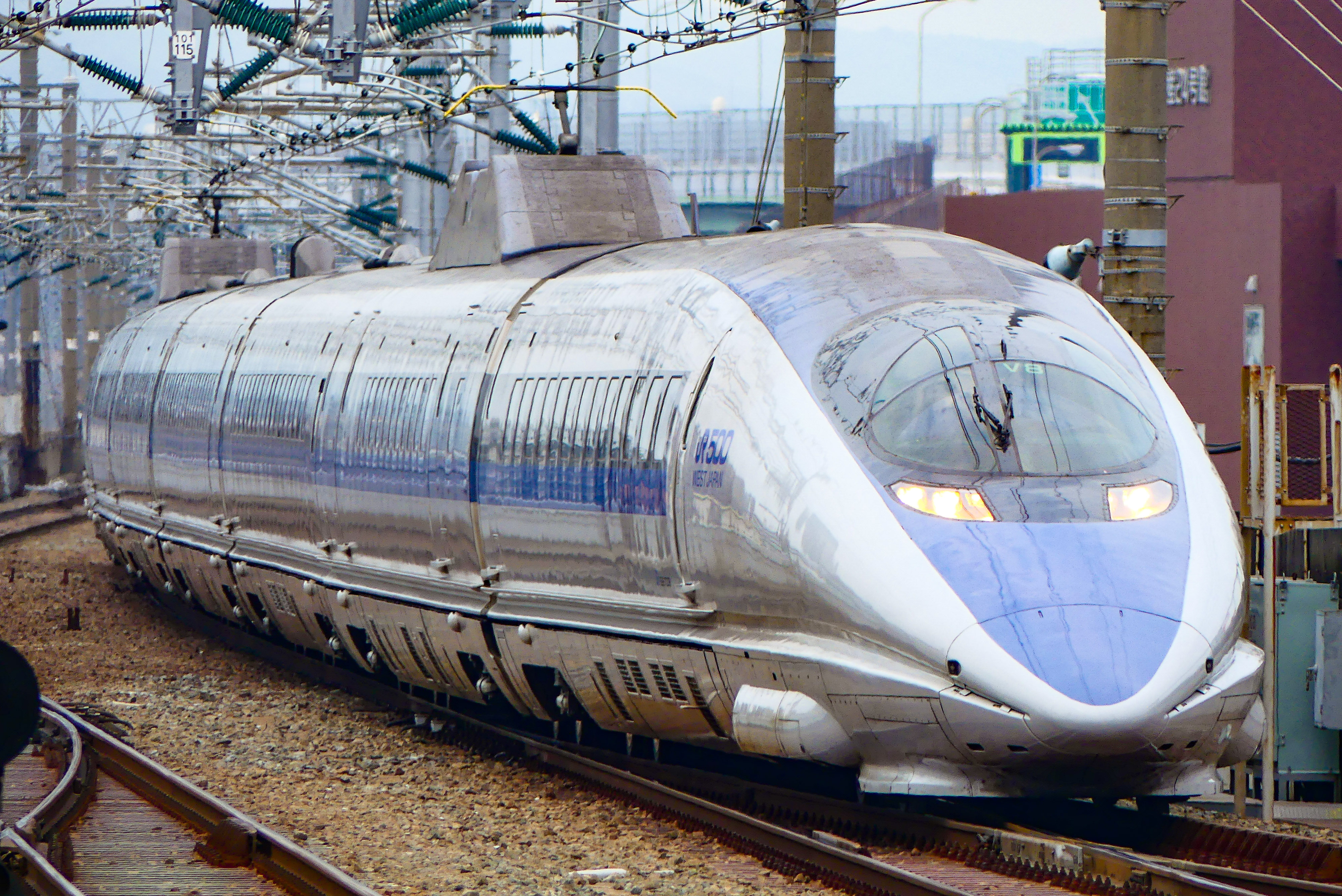
山陽新幹線上的新幹線500系電聯車
(2017年8月)

2009年3月14日訂正列車時間表，使用500系運行的東海道、山陽新幹線直通「希望」號定期列車班次為每日來回2班次（分別是6號、28號、29號和51號）。
而「回聲」號定期列車班次為746、766、768、770、854及858號；723、737、745、765、783、787、859及865號。
2009年11月10日起，28號和51號「希望」號定期列車班次改由N700系行駛，「希望」號定期列車班次進一步縮減至每日來回1班次（6號、29號）。
JR西日本亦在2009年10月16日發表的冬季臨時列車時間表上宣佈，500系列車將於2010年3月1日起全面撤出東海道新幹線服務，所有原使用500系的東海道、山陽新幹線定期希望號班次將改由N700系行駛。
2010年2月28日，500系车辆定期希望号班次列车（6号、29号）从东京站开出最后班次前往博多，翌日改由N700系行驶。

## V编成8节编组改造

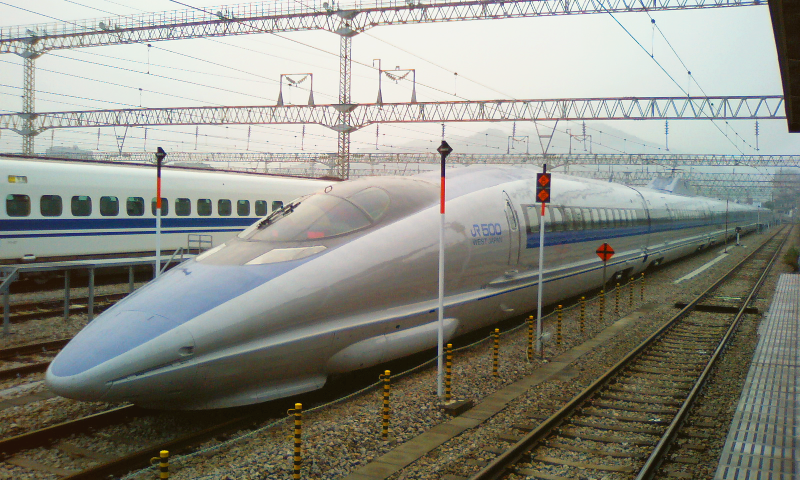
縮編為8輛編組的500系（V6編組）

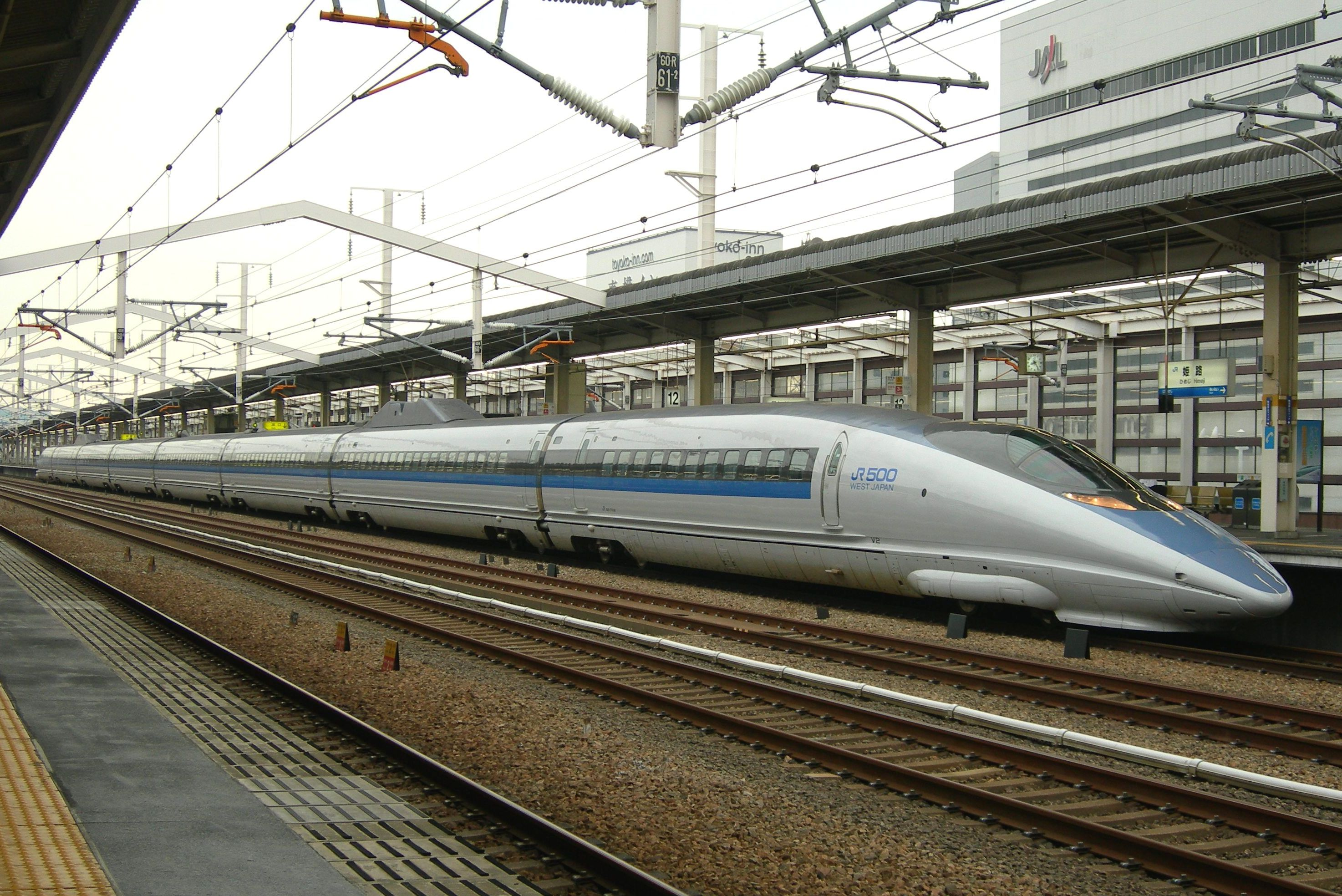
姬路站停靠的500系V2编組

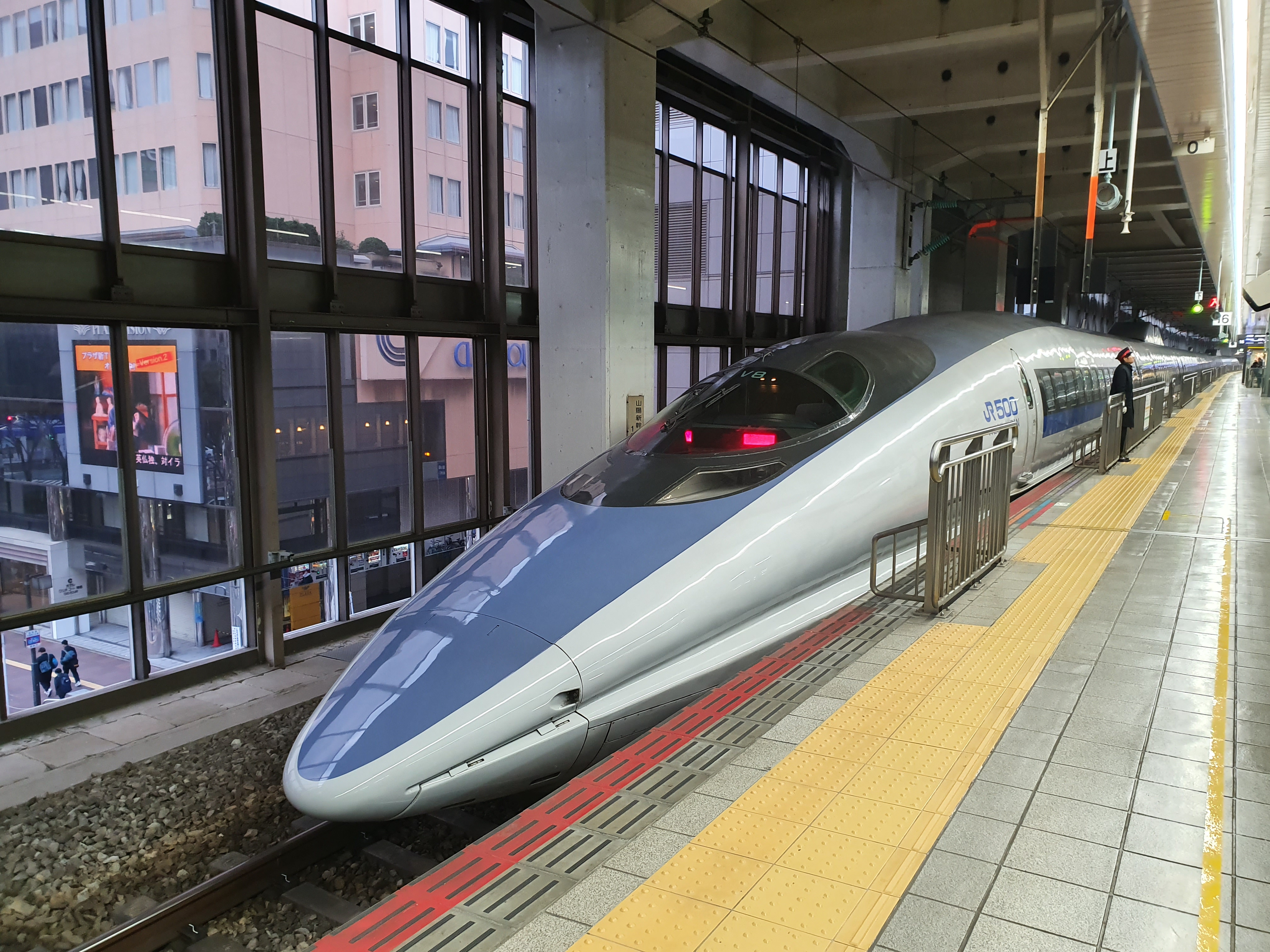
博多站停靠的500系V8编組

至於餘下的500系列車，JR西日本在2007年12月公佈計劃將500系列車縮編組8輛的編組，並在2008年12月起取代退役的0系行走山陽新幹線的「回聲」號（こだま）班次（除了W1编成）。
2008年3月28日，博多總合車輛所公佈開始對500系列車進行8輛化改造工程。在W編組中，只有第1至4、10、11、13和16號車廂獲得保留，其餘全部報廢。
改造後的列車改型號為7000番台，編組編號中的英文字亦從W更改為V。首列完成改裝的列車為V3編組，目前共有5組V編組列車在山陽新幹線行駛「回聲」號班次及博多南線直達班次。根據JR西日本公佈的資料，7000番台列車的最高營運時速為285公里。 
500系在2007年12月22日，曾以16輛W編組代替原本的300系F編組擔任回聲627號、682號列車的任務，往返於岡山與博多之間，打破從1997年問世以來，從不被「超車」的記錄（该纪录已被N700系超越）。
隨著更多舊編組列車改造，以及配合JR東海對東海道新幹線使用的列車變更，500系列車將全數改造為8輛編組。

### 短编組化改造日期及載客人數
| W編成 | 新造日         | W編成廢車日                            | 入場日期       | 出場日期       | V編成 | 車籍廢除日（V編成） | 備考                                 |
| ----- | -------------- | -------------------------------------- | -------------- | -------------- | ----- | ------------------- | ------------------------------------ |
| W1    | 1996年1月31日  | 6輛：2012年1月30日 10輛：2014年3月28日 | N/A            | N/A            | N/A   | N/A                 | 全列退役 ，1號車保存於京都鐵道博物館 |
| W2    | 1997年7月3日   | 2008年9月17日                          | 2008年9月18日  | 2009年1月14日  | V2    |                     | 已更新為IGBT-VVVF                    |
| W3    | 1997年8月30日  | 2007年11月1日                          | 2007年11月2日  | 2008年3月28日  | V3    |                     | 短編組化第1号 已更新為IGBT-VVVF      |
| W4    | 1997年10月30日 | 2008年7月18日                          | 2008年7月18日  | 2008年10月27日 | V4    |                     |                                      |
| W5    | 1997年12月20日 | 2008年1月10日                          | 2008年2月6日   | 2008年5月20日  | V5    | 2022年3月12日       |                                      |
| W6    | 1998年1月28日  | 2008年4月20日                          | 2008年4月23日  | 2008年9月2日   | V6    | 2022年3月12日       |                                      |
| W7    | 1998年6月26日  | 2010年1月13日                          | 2010年1月13日  | 2010年5月10日  | V7    |                     | 已更新為IGBT-VVVF                    |
| W8    | 1998年8月28日  | 2010年3月10日                          | 2010年3月10日  | 2010年6月29日  | V8    |                     | 已更新為IGBT-VVVF                    |
| W9    | 1998年10月18日 | 2009年11月11日                         | 2009年11月11日 | 2010年2月24日  | V9    |                     |                                      |

|      | 博多方             | 博多方              | 博多方             | V編組               | V編組             | 新大阪方           | 新大阪方             | 新大阪方               |
| 編組 | 1号車 521(MC) 53名 | 2号車 526(M1) 100名 | 3号車 527(Mp) 78名 | 4号車 528(M2) 100名 | 5号車 525(M) 95名 | 6号車 526(M1) 68名 | 7号車 527(Mpkh) 51名 | 8号車 522(M2C) 63→55名 |
| V2   | 7002               | 7004                | 7003               | 7002                | 7004              | 7202               | 7702                 | 7002                   |
| V3   | 7003               | 7007                | 7005               | 7003                | 7006              | 7203               | 7703                 | 7003                   |
| V4   | 7004               | 7010                | 7007               | 7004                | 7008              | 7204               | 7704                 | 7004                   |
| V5   | 7005               | 7013                | 7009               | 7005                | 7010              | 7205               | 7705                 | 7005                   |
| V6   | 7006               | 7016                | 7011               | 7006                | 7012              | 7206               | 7706                 | 7006                   |
| V7   | 7007               | 7019                | 7013               | 7007                | 7014              | 7207               | 7707                 | 7007                   |
| V8   | 7008               | 7022                | 7015               | 7008                | 7016              | 7208               | 7708                 | 7008                   |
| V9   | 7009               | 7025                | 7017               | 7009                | 7018              | 7209               | 7709                 | 7009                   |

### 短编組化的变更
- 实施内部装饰的行李架更换
- 由于全座位禁烟，其中2節車廂（第3、7号车厢的博多方向）设置了吸烟室。再者，博多南线内因为全面禁烟，在吸烟室內也不能吸烟。
  - 由于间隔门位置的关系变更了偏向吸烟室的座位為2列到2列+2列。因此定员减少（第3号车厢：90名→78名，第7号车厢：63名→51名）。新的第3、6、8号车厢（原第3、10、16号车厢）是原吸烟车。
- 原第10号车厢(新第6号车厢)的原綠色車廂普通车化。撤去座位的枕头、脚垫與音响系统。定员没有变更。
- 撤去原第13号车厢（新第5号车厢）相称的独创的翼型受电弓（组成的车辆原第5号车厢），新的第2、7号车厢新设单臂型受电弓（WPS208型式）。
  - 为了安裝折叠尺寸比原來翼型受电弓大的单臂型受电弓，因此需要切割屋顶构体並移设。
- 新的第4、5号车厢间移设原第8、9号车厢间的電源插座。
- 原第11号车厢对（新第7号车厢）的业务用室的空隙空间，设置补助变压器。
- 新第2、7号车厢增加半自动悬挂系統、静电天线及补助电动空气压缩机。
- 新第2、4、6号车厢增加緊急摺梯。
- 增加車門開關時的門鈴聲（声音與700系、N700系相同）。
- 按照N700系的设计变更座椅背面桌子上的车内向导图，並变更玄關處的照明為白色LED。

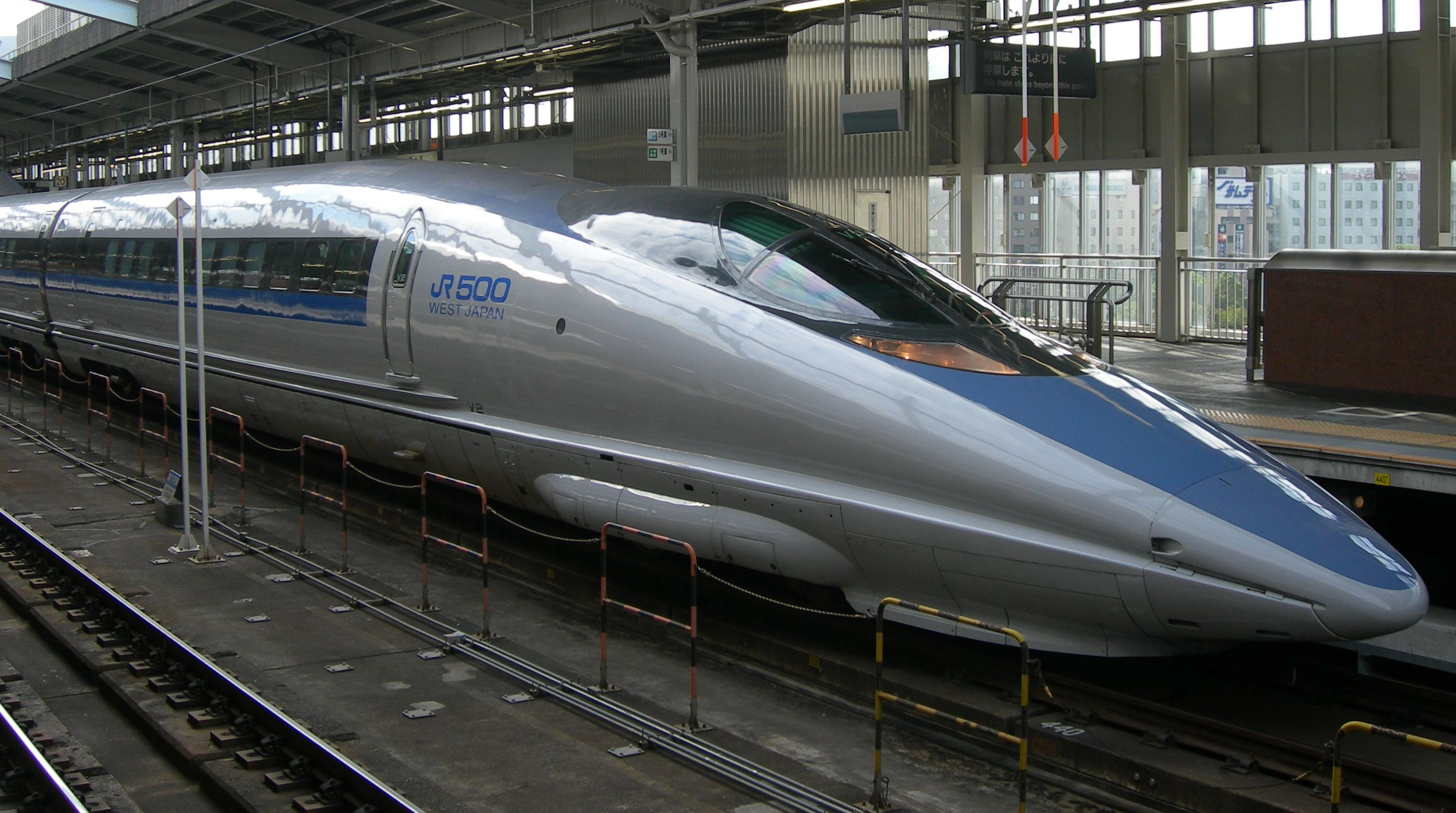
521型7000番台（521-7002）
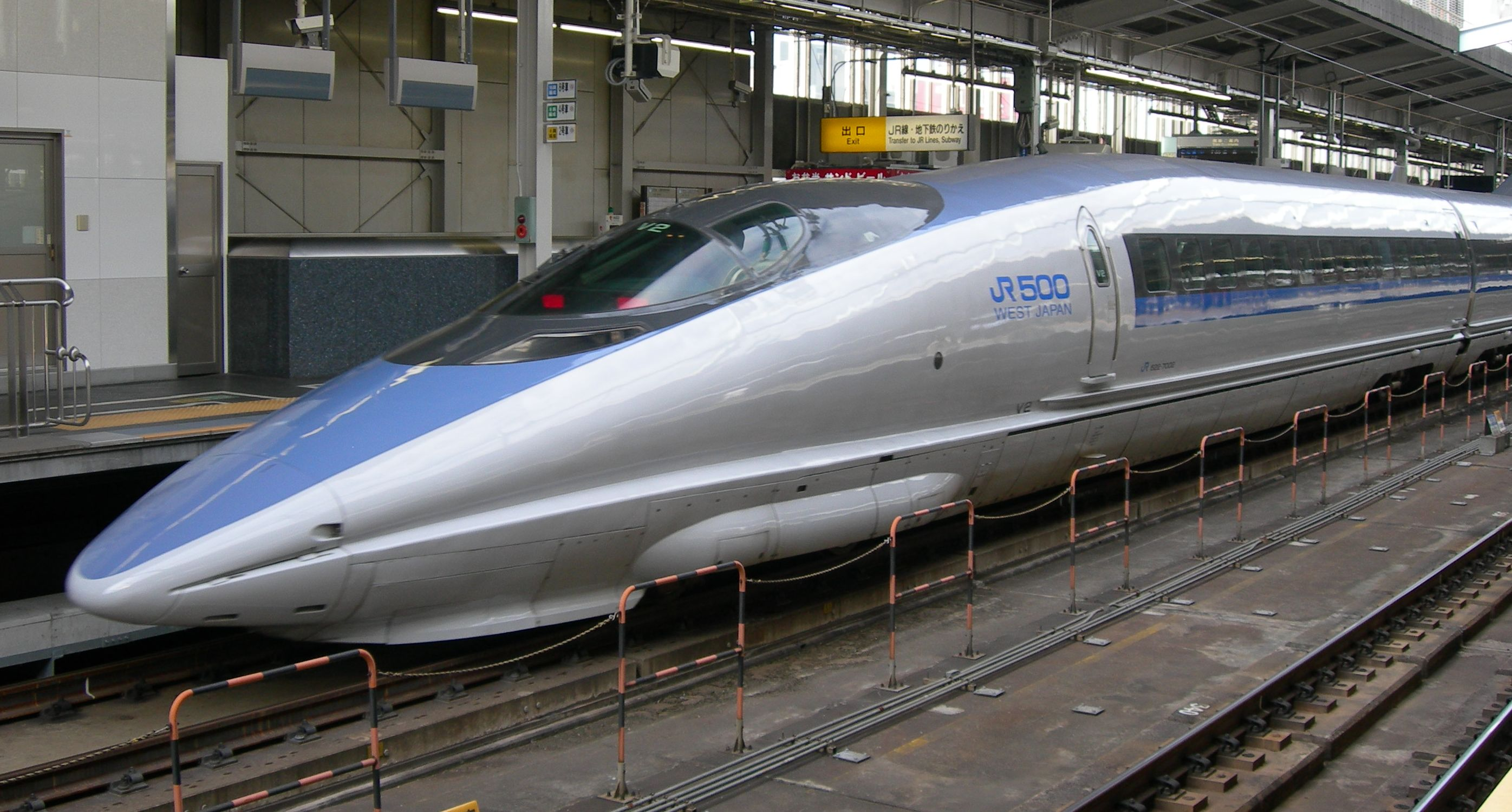
522型7000番台（522-7002）
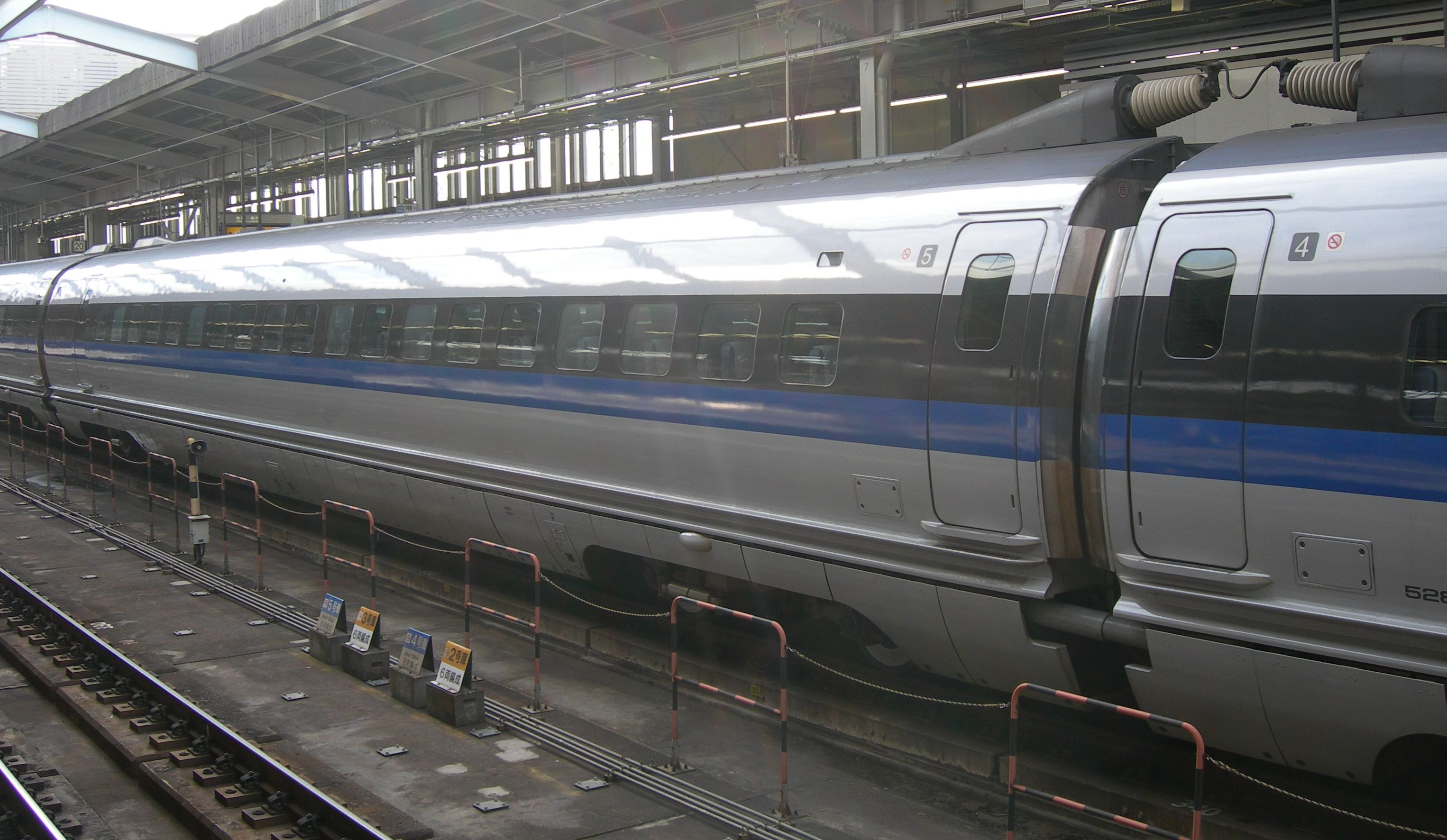
525型7000番台（525-7004）
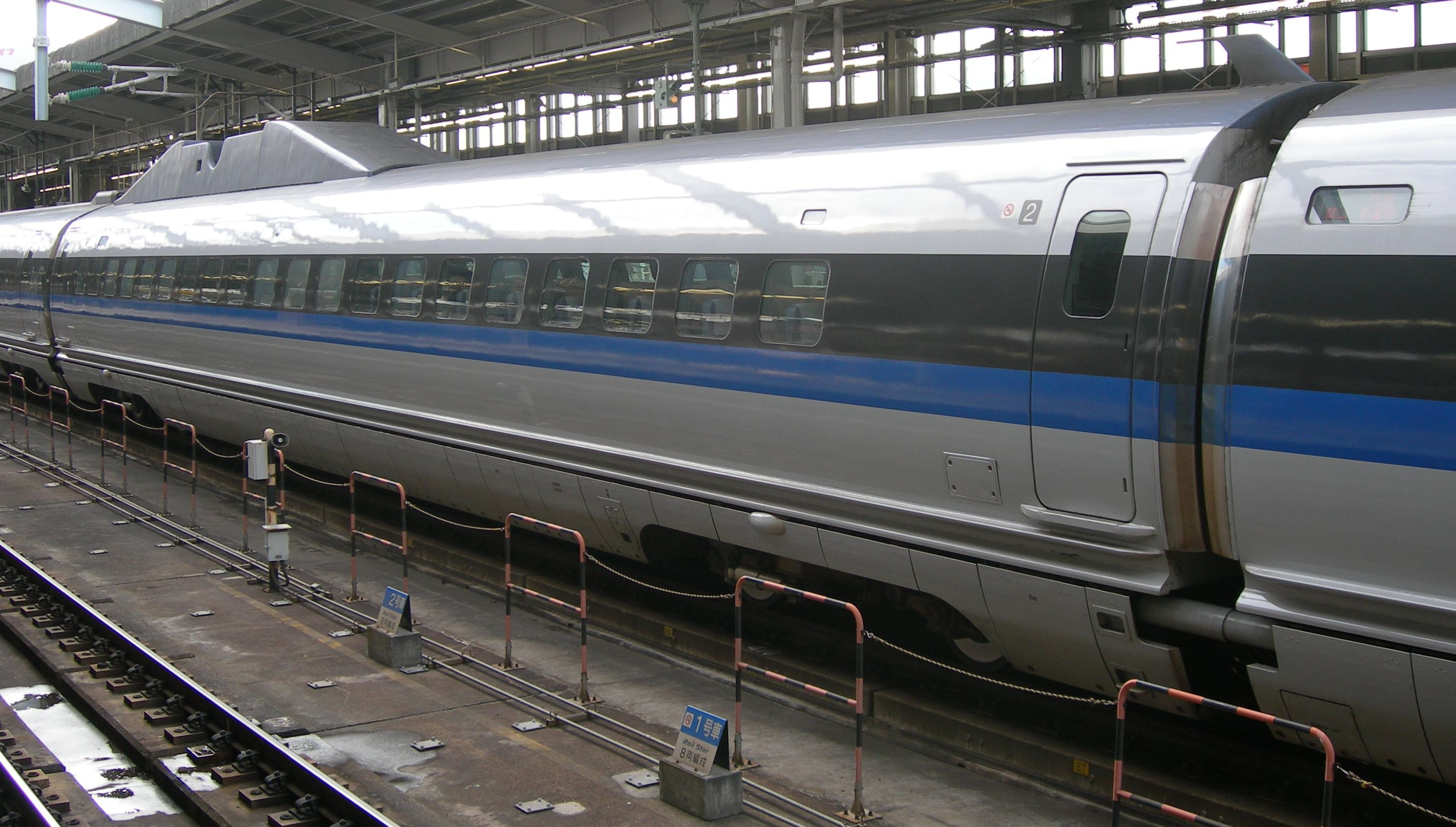
526型7000番台（526-7004）
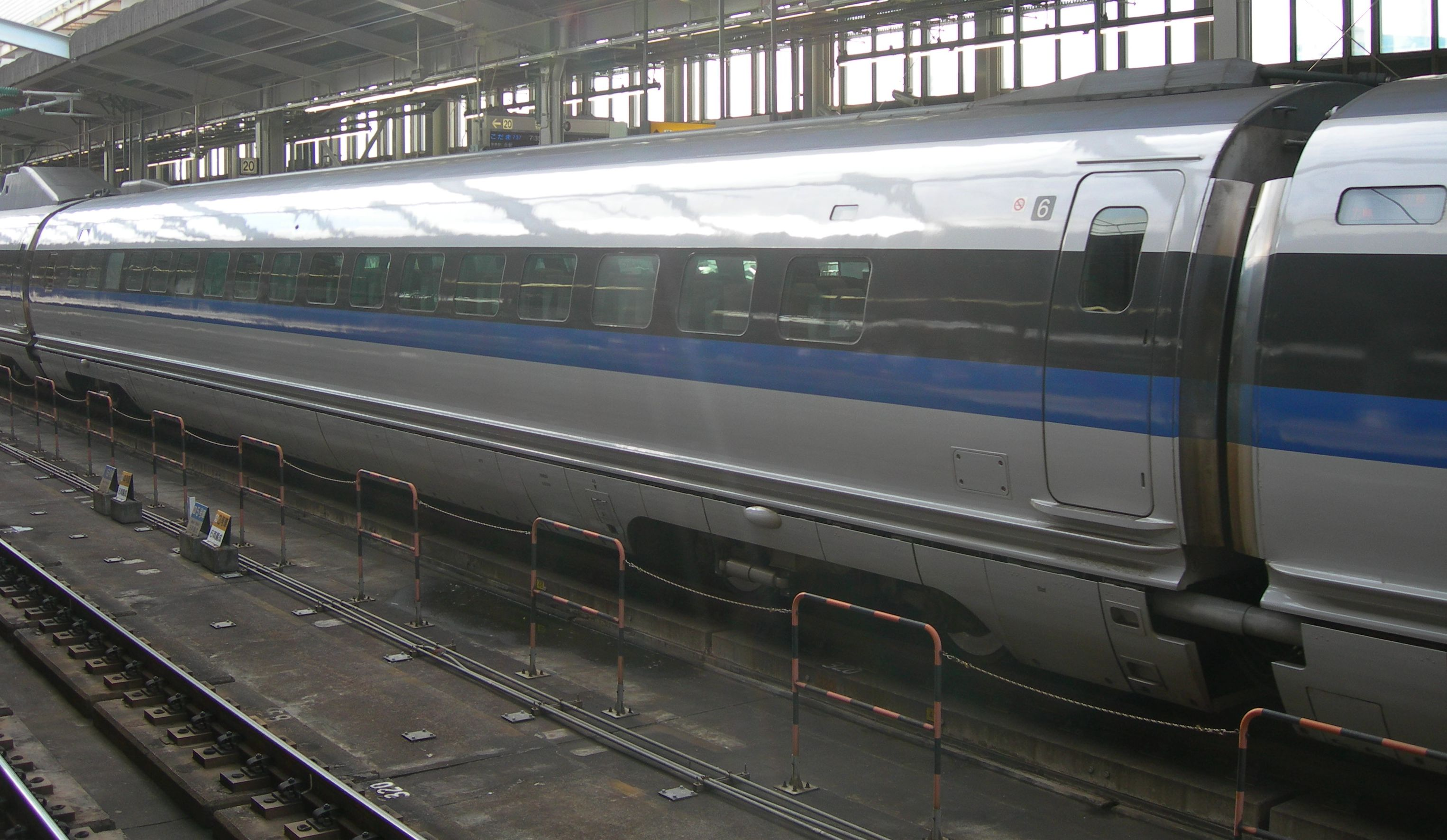
526型7200番台（526-7202）
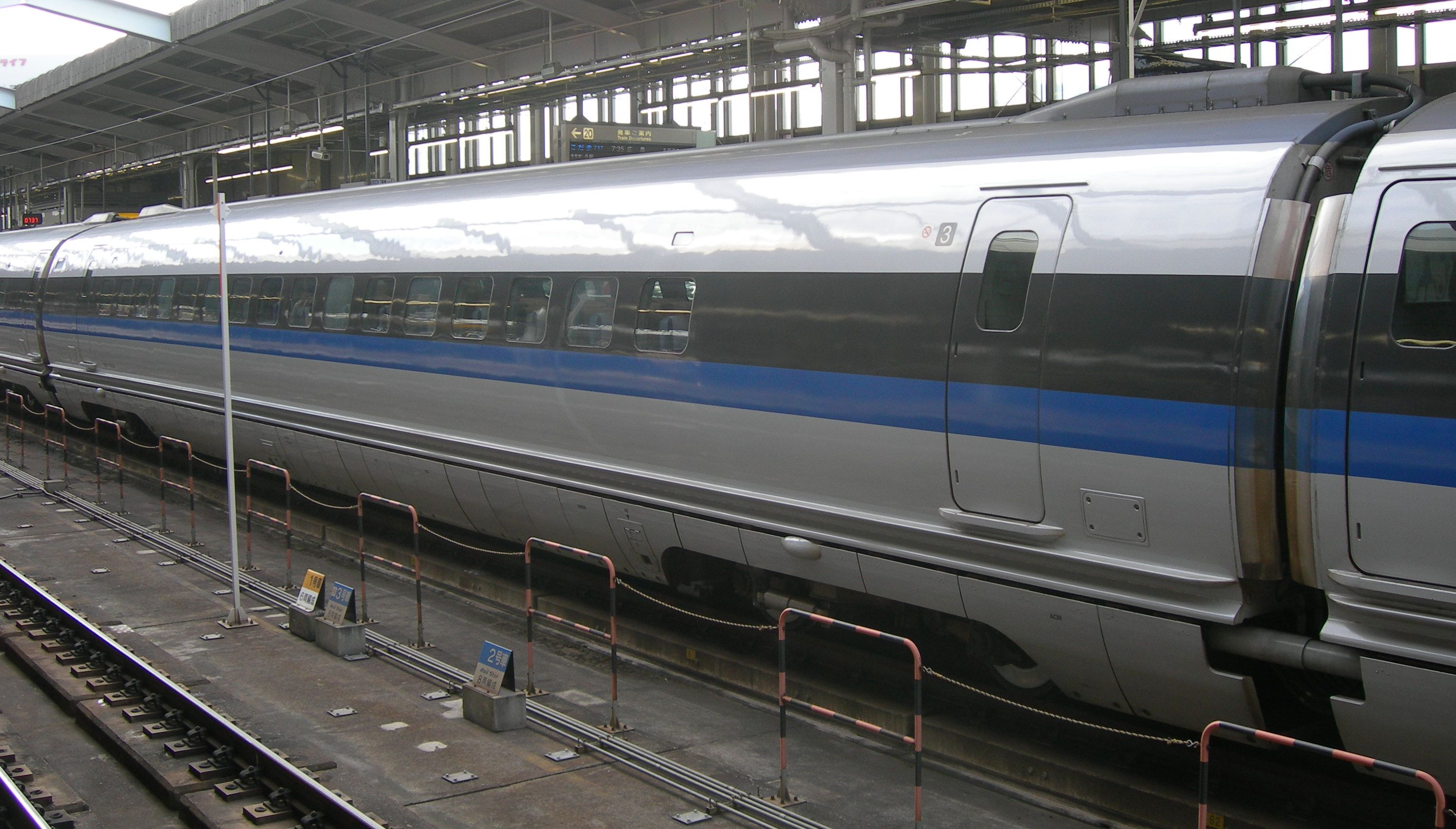
527型7000番台（527-7003）
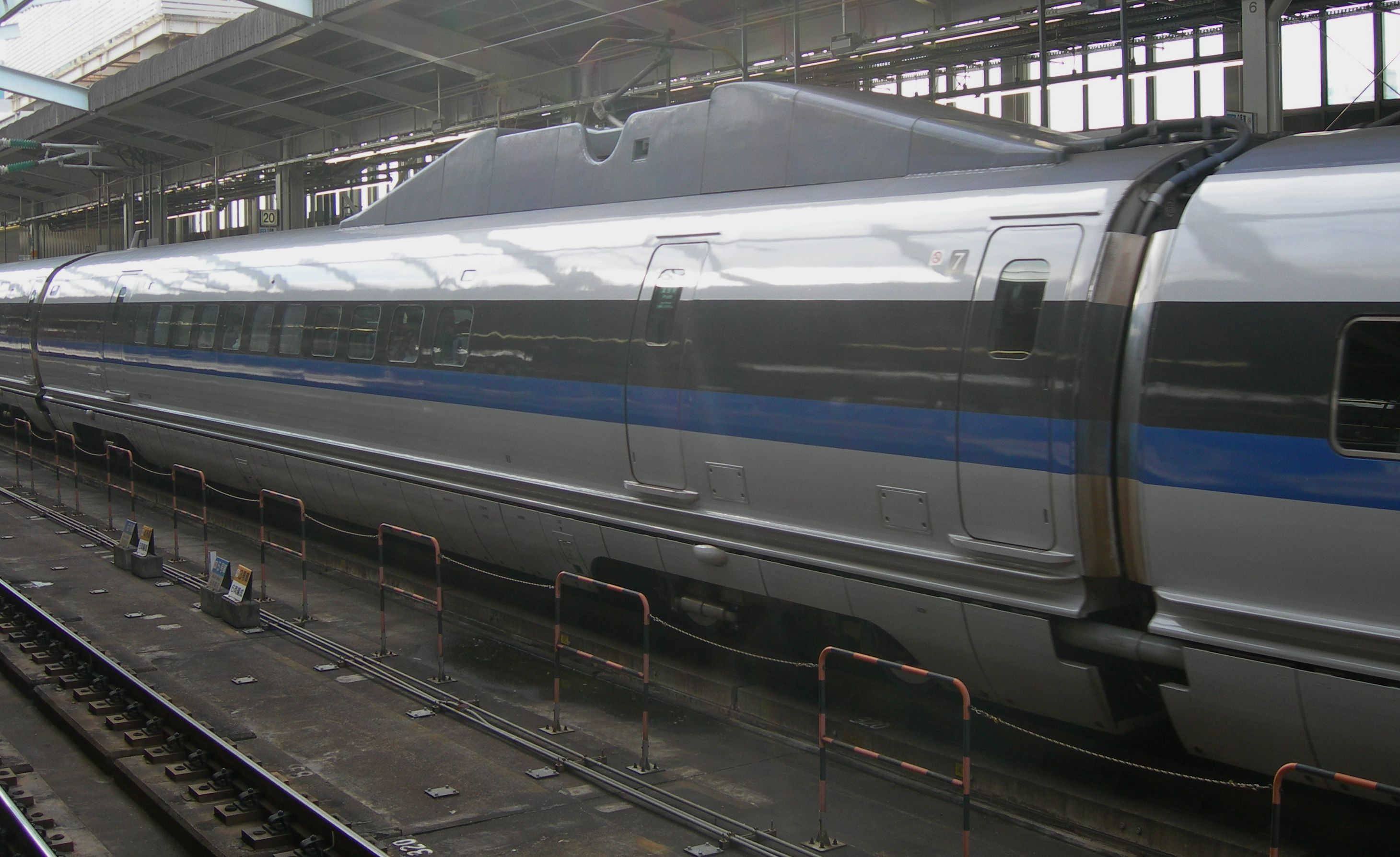
527型7700番台（527-7702）
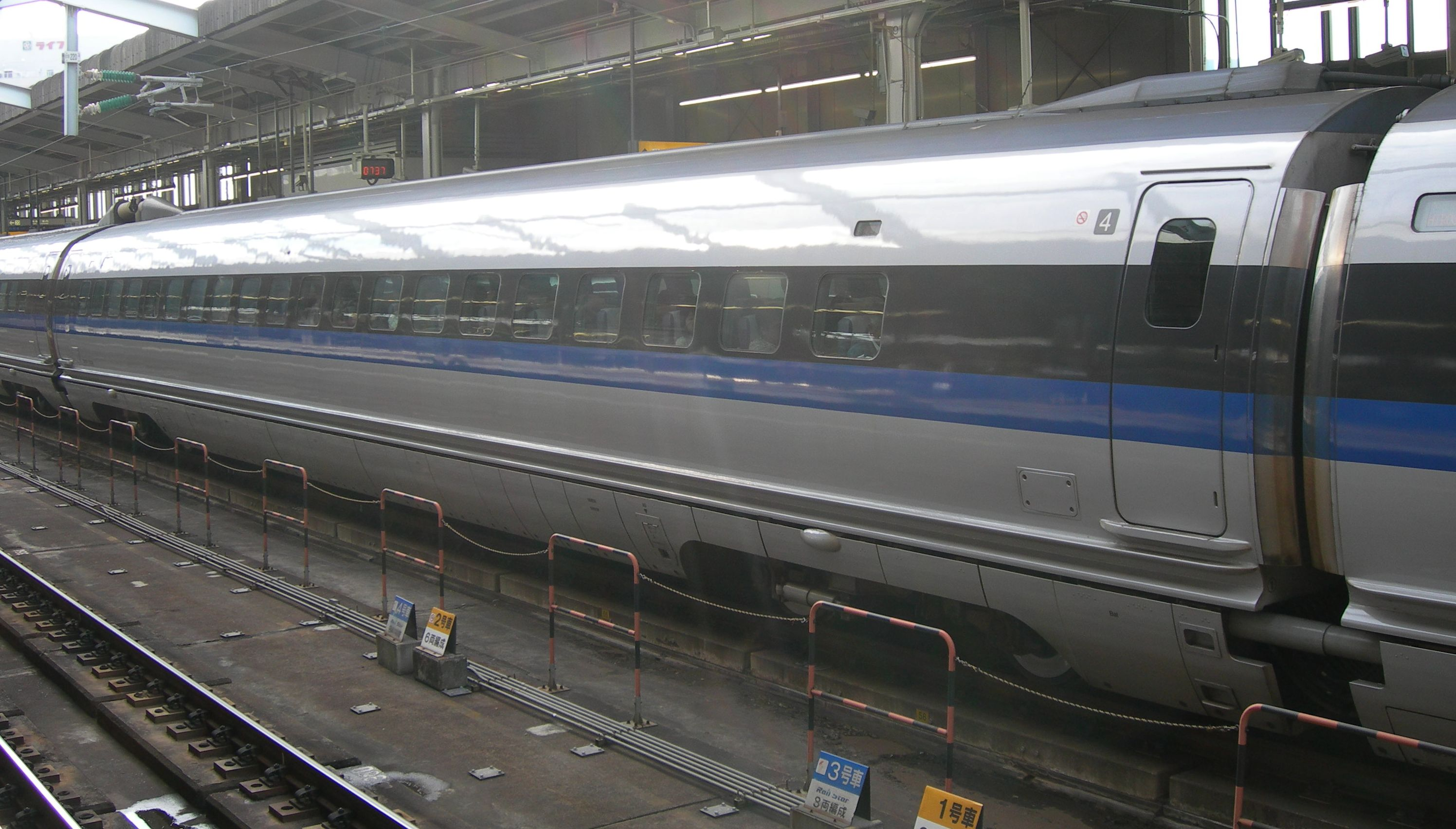
528型7000番台（528-7002）

### 特別列車V2編成
V2編組從2014年起做為下列特別列車：

#### Plarail列車
日本玩具大廠多美以旗下的玩具火車模型Plarail為企劃，將V2編組的第一車座椅拆除，改裝成可讓兒童遊玩Plarail的空間，車外觀維持原貌，只在第一車貼上Plarail海報。此列車於2014年7月19日開始運行，原本只計劃運行到2015年3月為止，但因深受歡迎，在部份翻新後延長至同年8月為止。

#### 500 TYPE EVA
JR西日本為慶祝山陽新幹線通車40年，與動畫《新世紀福音戰士》（EVA）播出20年，將V2編組彩繪為紫色底與螢光綠的「初號機」，由曾參與EVA作品內機械設計的山下育人操刀車內外設計（他同時是500系的愛好者），並由導演庵野秀明監製。除了車外塗裝，第一節車廂內有實物大小的初號機駕駛艙模型可體驗乘坐，採售票預約。另外還有自由參觀的EVA作品展示空間。車內廣播提示音樂也改為電視版EVA主題曲《殘酷天使的行動綱領》（残酷な天使のテーゼ）。
此彩繪列車稱為「500 TYPE EVA」，於2015年11月7日開始上線行駛於新大阪至博多間、每日兩班次的回聲號。原本僅行駛至2017年3月，但因深受好評，JR西日本延長行駛至2018年5月13日為止。

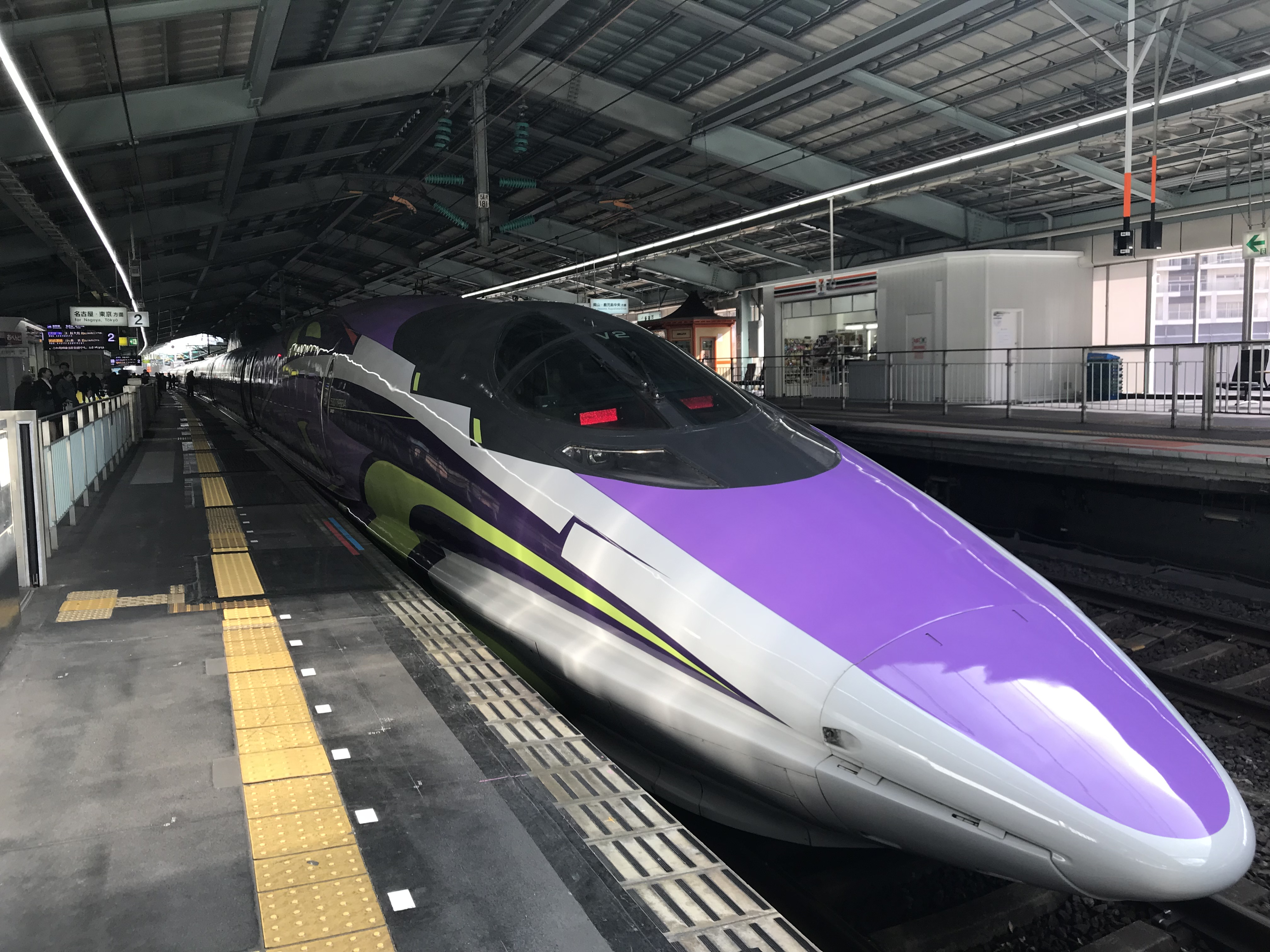
初号机涂装500系在新神户站
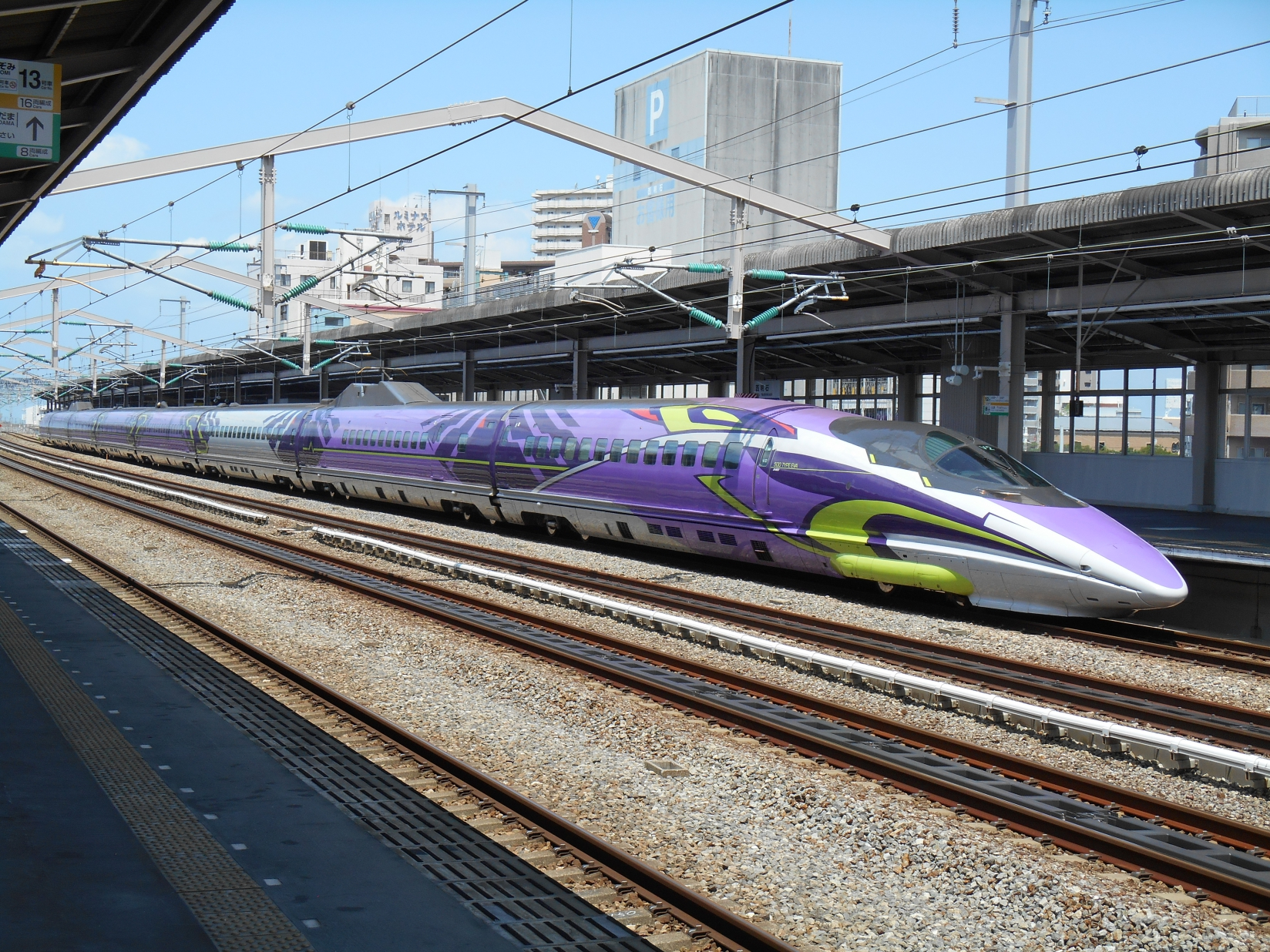
停在西明石站的初號機塗裝500系

#### Hello Kitty新幹線
以三麗鷗著名的角色Hello Kitty為企劃所推出的新幹線特別列車，在推出前於JR西日本內部曾有反對的聲音，不過贊成這個企劃的員工佔多數，且山陽新幹線沿線及山陰地區的府縣對於這個企劃表示光榮。
特別列車設計由JR西日本與三麗鷗共同進行，將之前做為500 TYPE EVA的V2編組外觀彩繪為粉紅色系，一號車做為「HELLO! PLAZA」，車內由山陽與山陰8府縣以限期方式輪流展示，並設有販售相關商品的櫃台。二號車則做為「KAWAII! ROOM」，做為展示Hello Kitty世界觀及拍照空間之用。此特別列車於2018年6月30日開始運行。

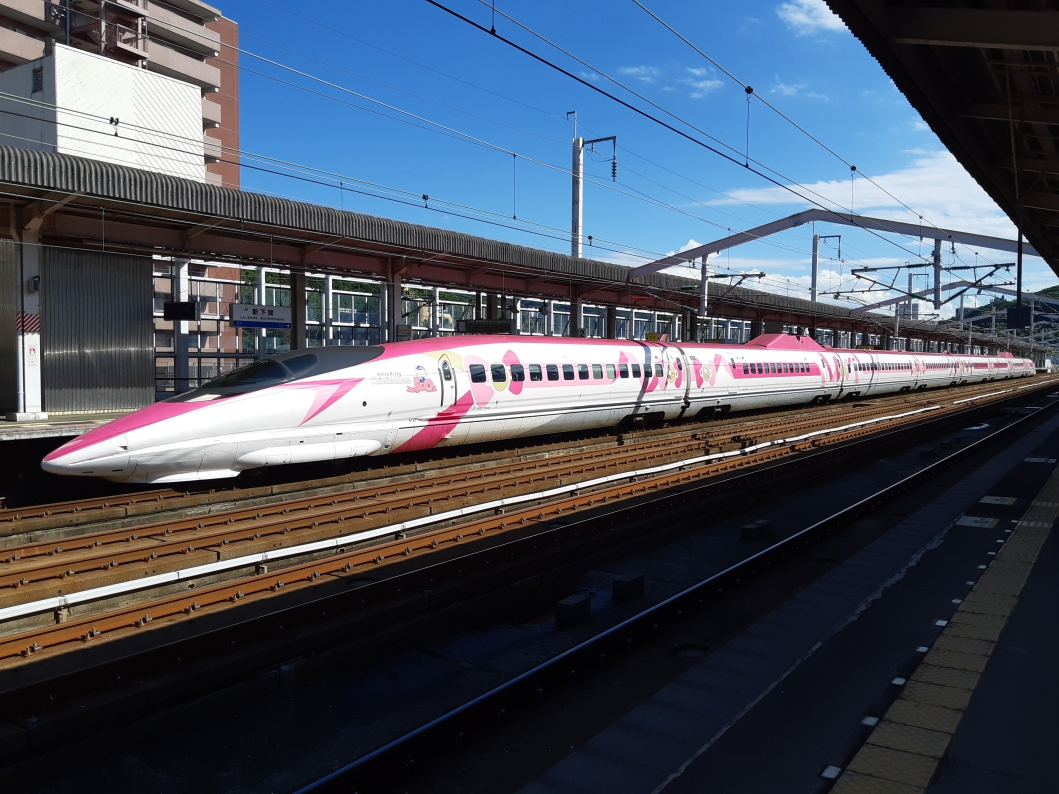
停在新下關站的Hello Kitty新幹線
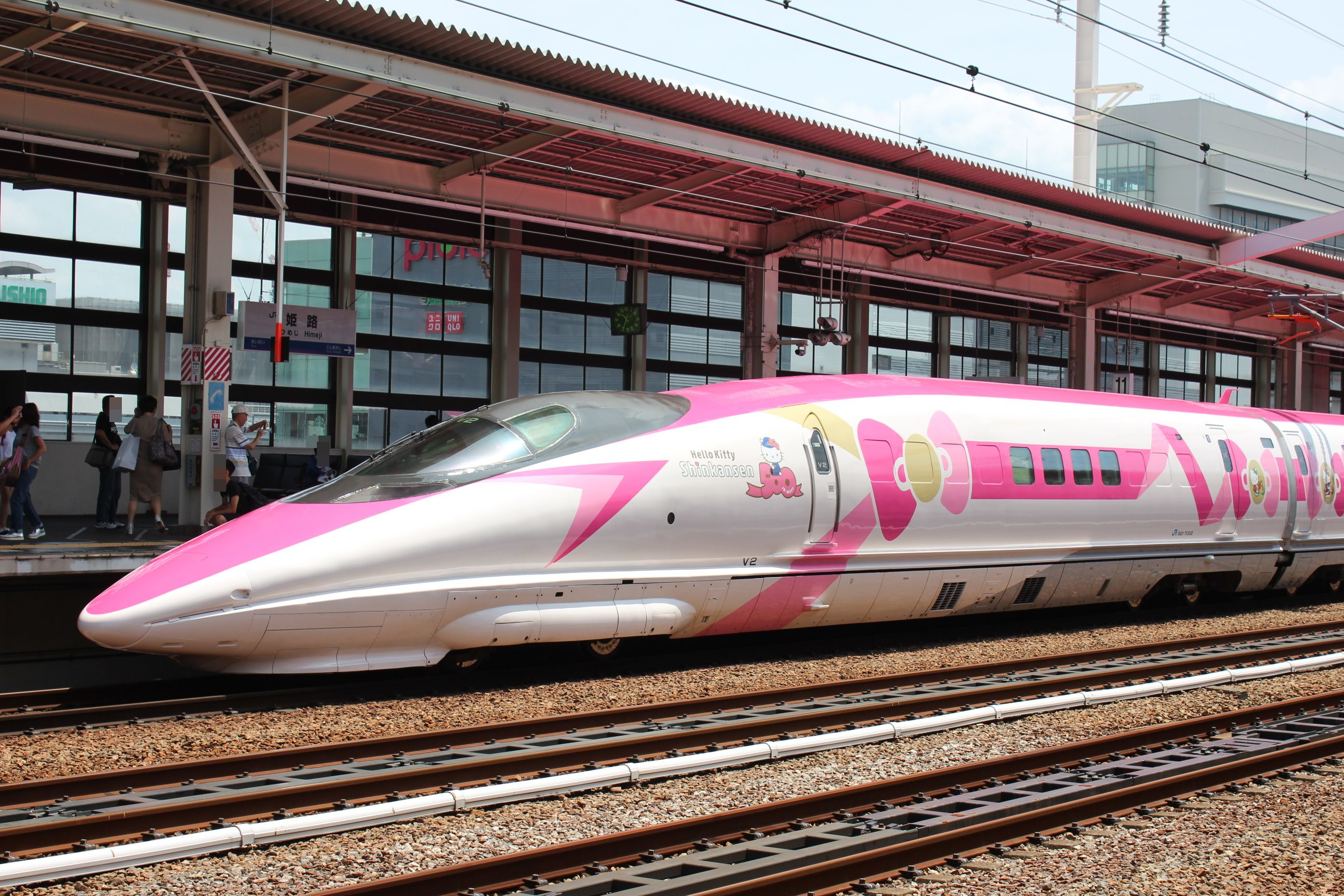
1号車 (521-7002)
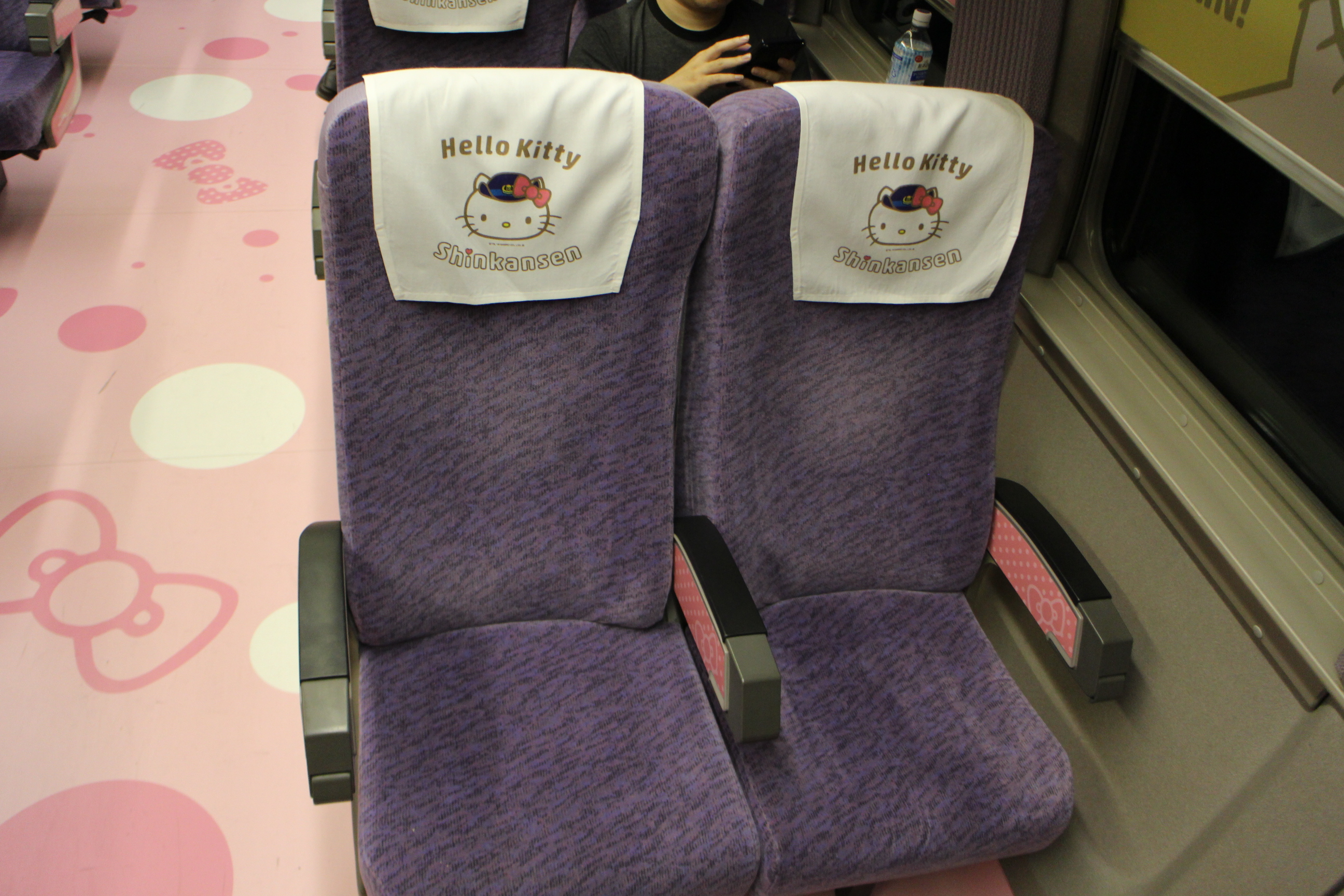
2号車「KAWAII! ROOM」 座席

## 外部連結
- （日語）JR西日本：車輛圖鑑－新幹線500系（「希望」號（のぞみ））
- （日語）http://www.jr-odekake.net/train/kodama_500/index.html （页面存档备份，存于）
- （日語）列車介紹（近畿車輛）
- （日語）列車介紹（川崎重工業）
- （日語）列車介紹（日本車輛） （页面存档备份，存于）